# Voltri
Vóltri (Votri /ˈ(v)uːtri/ in ligure) è un quartiere posto all'estrema periferia occidentale di Genova, a circa 17 km (verso ovest-nord-ovest) dal centro della città.
L'urbanistica del quartiere presenta moderne costruzioni di grandi dimensioni in contrasto con quelle dell'Ottocento/Novecento costituite da piccoli edifici a due piani, secondo lo stile architettonico ligure dell'epoca.
Fa parte del Municipio VII Ponente. A livello di unità urbanistiche sono comprese in Voltri le unità di "Crevari", "Fabbriche" e "Fiorino (Voltri)" nonché le frazioni di Vesima e della parte genovese dell'Acquasanta. Tutte insieme hanno una popolazione di 11 632 abitanti (al 31 dicembre 2022).

## Geografia

### Territorio

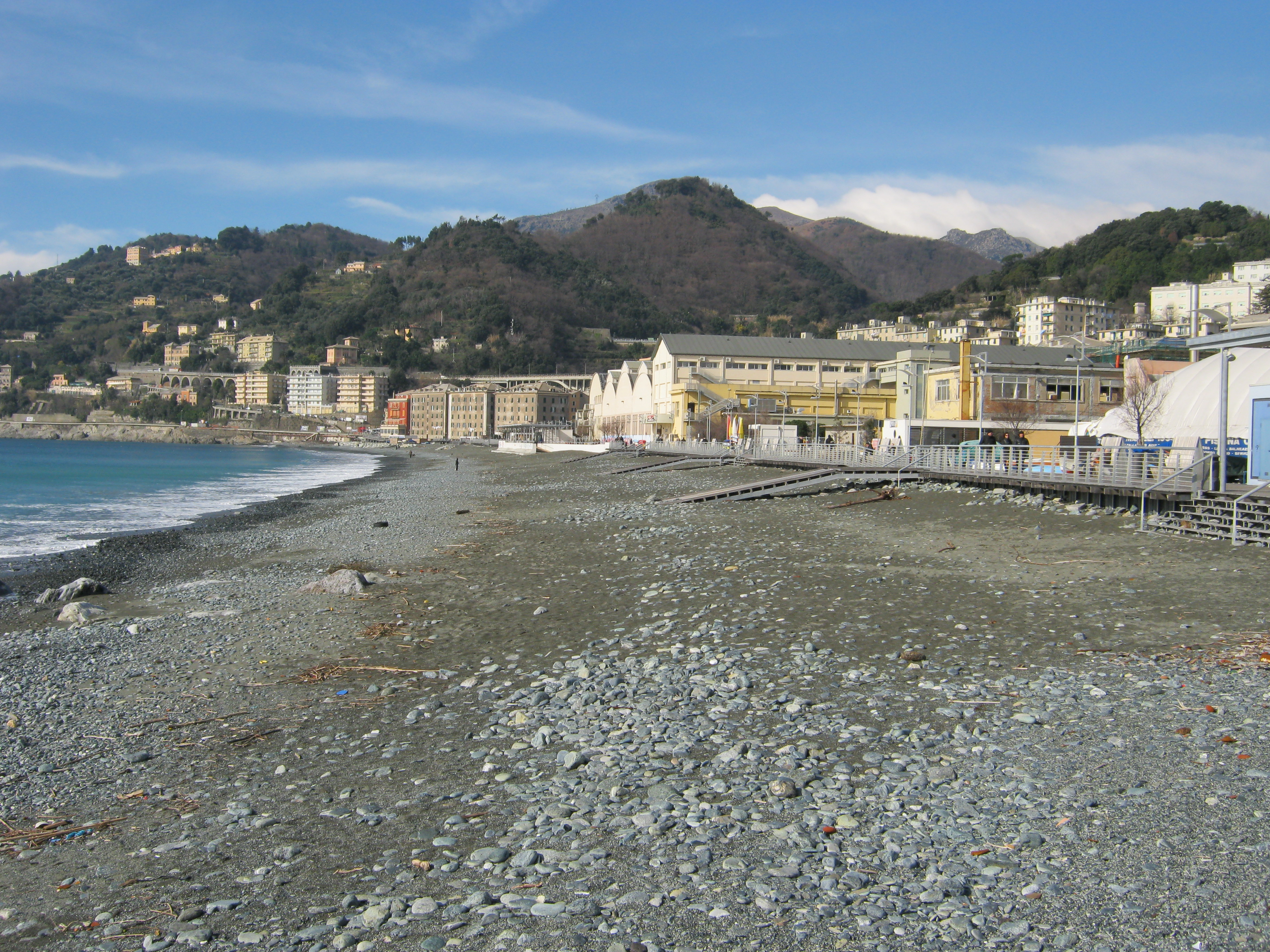
La spiaggia "di sant'Erasmo" a Voltri. Ovvero, la spiaggia a ponente della foce del Leira. Sono visibili i capannoni dei "Cantieri Campanella", poi usati dall'Ansaldo per la carpenteria leggera ed attualmente ospitanti attività sportive e ricreative.

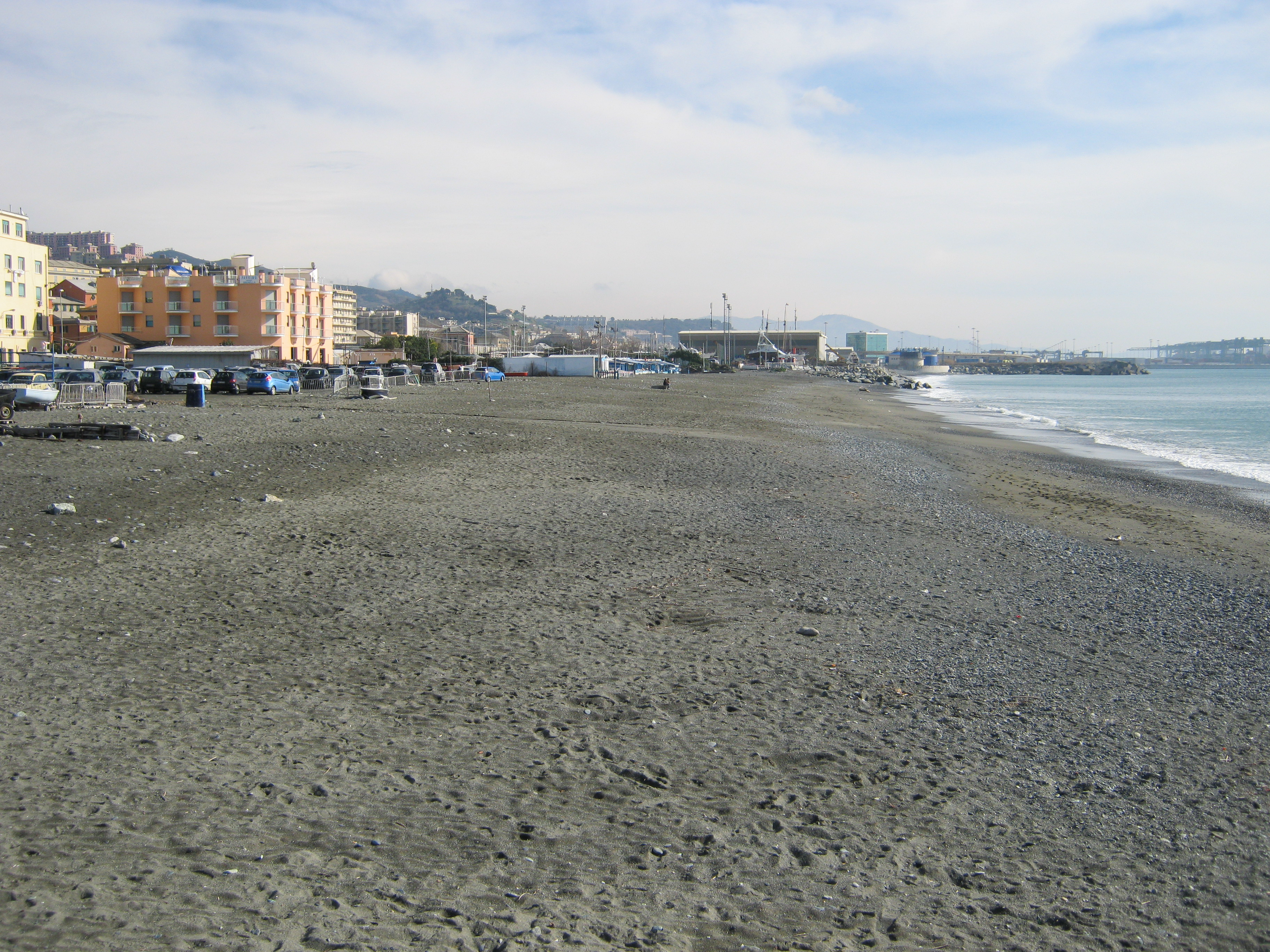
La spiaggia "di sant'Ambrogio" a Voltri, ovvero la spiaggia a levante della foce del Leira.

Voltri è situata nel settore più interno del Golfo di Genova, a 44° 25' 42" di latitudine nord e 8° 45' 8" di longitudine est; geograficamente si trova quindi nel punto in cui convergono la riviera ligure di levante e quella di ponente, anche se, convenzionalmente, si tende a considerare come limite tra le due riviere il centro di Genova.
Alle sue spalle si sviluppa il cosiddetto "Gruppo di Voltri", che si estende sul territorio di diversi comuni delle province di Savona, Alessandria e della Città metropolitana di Genova, formatosi dalla collisione tra la placca paleoeuropea e quella austro-italodinarica ed è costituito da rocce effusive provenienti dal fondo oceanico. In prevalenza si tratta di rocce ofiolitiche, soprattutto serpentiniti, di colore verde scuro al momento del taglio. Il rilievo si alza bruscamente alle spalle dell'abitato storico di Voltri fino a sfiorare i 1200 m con la vetta del Monte Reixa posta a soli 5,7 km in linea d'aria dal litorale.
Il territorio di Voltri è infine solcato da due torrenti: il Leiro (detto comunemente Leira) e il Cerusa.
A Voltri sono presenti tre delle spiagge balneabili del capoluogo ligure, a destra del Leira si trova quella di Sant'Erasmo, a sinistra quella detta di Sant'Ambrogio. La successiva, in direzione di ponente, è quella di Vesima; quella immediatamente precedente a Arenzano.
La costa di Voltri è il punto più settentrionale del Mar Mediterraneo occidentale: il fatto è ricordato anche con un cartello alla foce del torrente Cerusa, che secondo alcune fonti costituisce il punto di confine geografico fra Riviera di Levante (a cui apparterrebbe quindi Voltri) e Riviera di Ponente (di cui farebbero parte le frazioni Crevari e Vesima).

### Clima

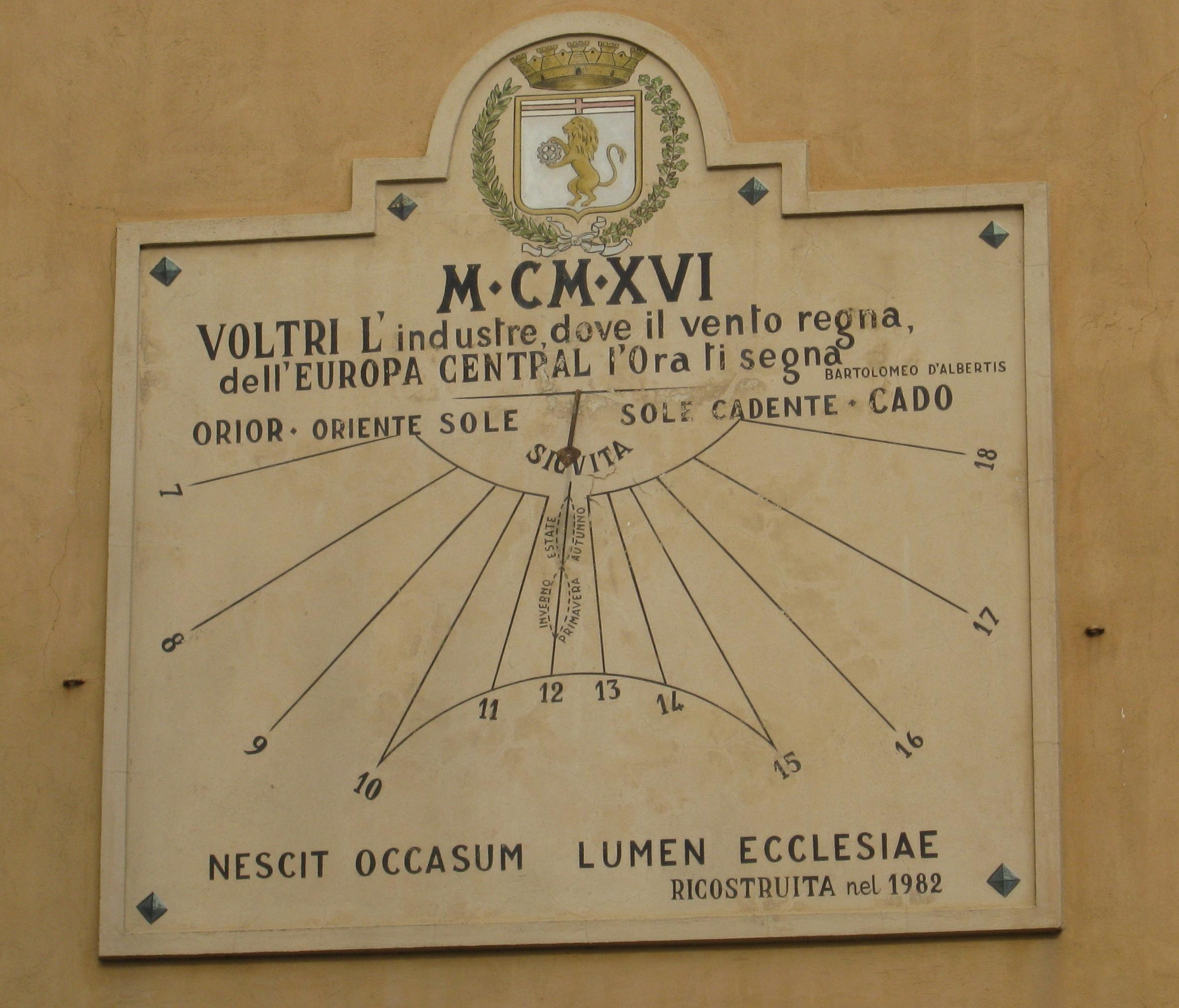
"Voltri l'industre dove il vento regna"

Il microclima di Voltri, seppure temperato-caldo, marittimo, con debole escursione termica giornaliera, è relativamente meno mite rispetto a quello di altri quartieri costieri dell'area urbana genovese. La conformazione del retrostante bacino del Leiro, che forma un corridoio naturale tra l'Oltregiogo padano e la costa (in un punto in cui la displuviale principale dell'Appennino si avvicina al litorale e si abbassa notevolmente in altitudine) finisce con l'esporre Voltri a quei venti settentrionali che spirano con maggiore frequenza proprio nei mesi invernali; infine, oltre a fornire a Voltri una protezione nettamente inferiore, rispetto a quella offerta a Pra' o ad Arenzano, i gruppi montuosi dell'Appennino Ligure occidentale, che in questo tratto si abbassa al di sotto dei 600 m s.l.m., non garantiscono un'altrettanto efficace azione di riscaldamento adiabatico delle correnti settentrionali, che quindi a Voltri giungono leggermente più fredde che nelle aree adiacenti del Ponente genovese. Invece in estate il microclima di Voltri si presenta moderatamente caldo e piuttosto afoso, non differenziandosi particolarmente da quello delle altre zone litoranee del Golfo di Genova.

## Storia

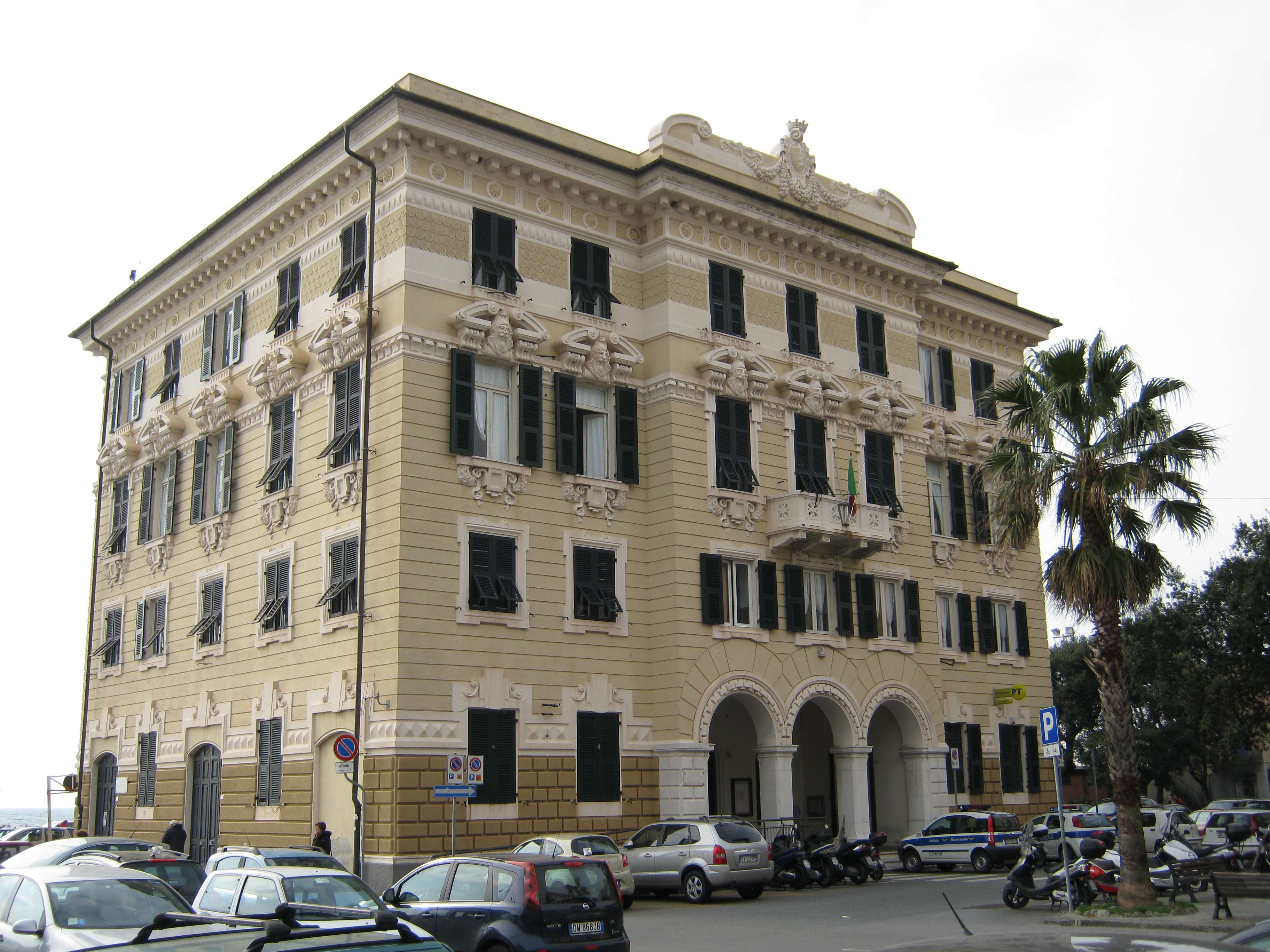
Il municipio di Voltri

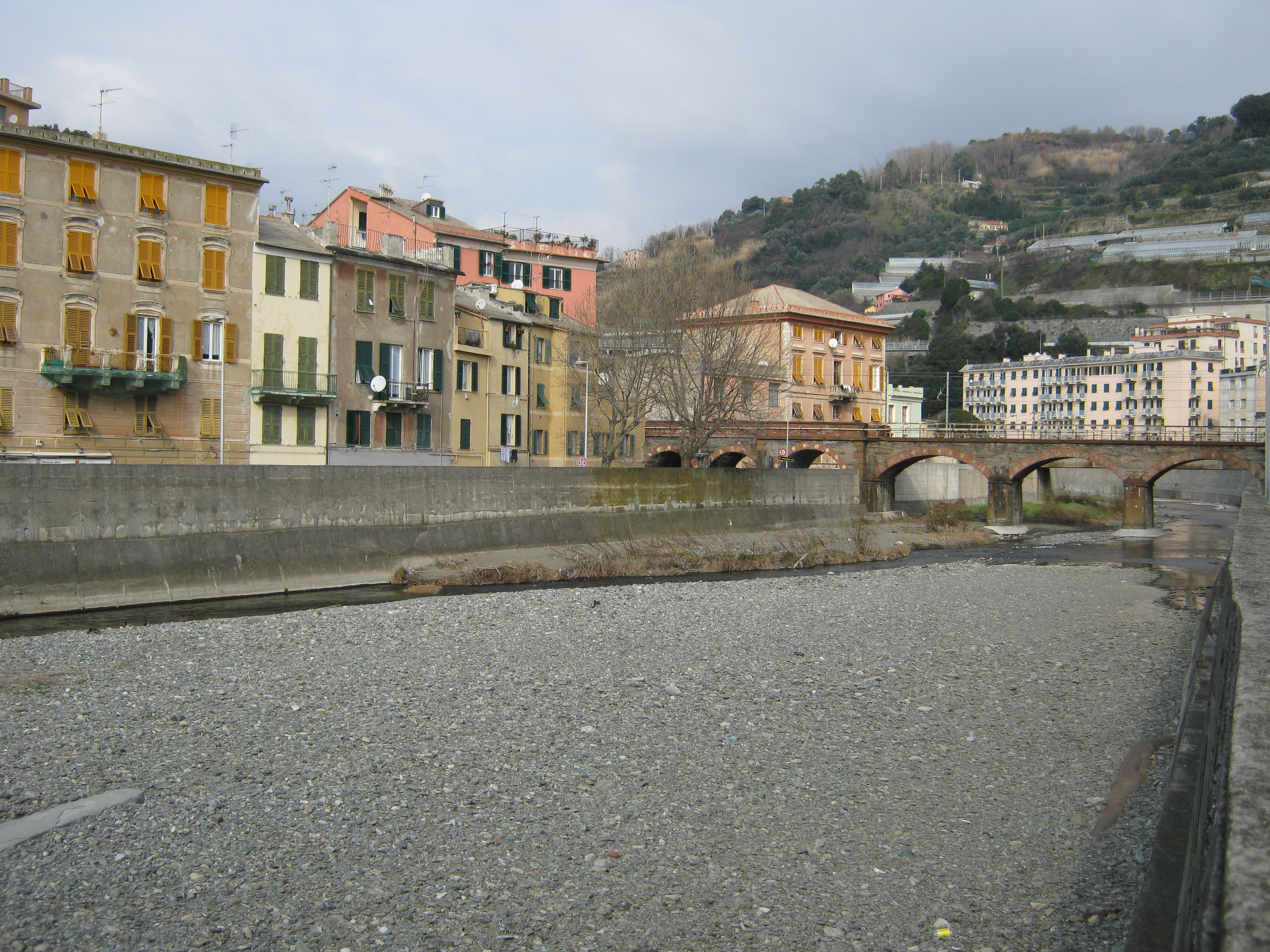
Il torrente Leira (o Leiro) presso la foce

Voltri è un centro abitato di antiche origini. Antica capitale preromana della tribù ligure dei Veituri, da cui probabilmente prende il nome, nel corso dei secoli viene indicata con numerose varianti: Hasta Veiturium, Vutri, Utris, Ulterium, Uccole (in una stampa inglese), Vulturium e ancora Otri, Utri, Votori, Votri, negli atti notarili medioevali.
Nel 105 a.C. veniva raggiunta dalla strada romana Via Aemilia Scauri e quindi collegata stabilmente a Genova e a Roma.
Nel medioevo era una cittadina appartenente al gruppo delle tre Podesterie e Capitanati della Repubblica di Genova. 
Nel 1612 Geronimo Biassa è nominato Capitano di Voltri.
Il borgo di Voltri prosperò grazie all'industria delle cartiere (produzione di carta): nel 1762 si contavano 40 fabbricanti a Voltri. Le cartiere potevano sfruttare le acque dei torrenti Leiro e Cerusa, lungo le cui valli si insediarono. Il ruolo dell'industria cartaria è ricordato dal "Museo della carta", ospitato a Mele, nella frazione di Acquasanta.
Fu teatro, nel 1796, della battaglia di Voltri tra l'esercito di Napoleone Bonaparte e gli austriaci alleati dei sardo-piemontesi.
All'inizio della Repubblica Ligure fu capoluogo del Dipartimento della Cerusa. Divenne poi cantone della Giurisdizione del Centro.
Comune autonomo, sede di mandamento dal 1859, venne proclamata città con Regio Decreto del 26 maggio 1903. 
Nel 1910 venne completato presso il cantiere navale di Ugo Costaguta l'"Issione", uno dei primi velivoli costruiti completamente in Italia, voluto e finanziato da Giovanni Balbi di Robecco, con cui lo stesso Balbi volò presso l'aeroporto di Cameri.
Con il regio decreto-legge n. 74 del 14 gennaio 1926, nell'ambito della creazione della cosiddetta Grande Genova, insieme ad altri diciotto comuni fu aggregato a quello di Genova, la cui nuova entità amministrativa diventò operativa dal 1º luglio 1926.
È stata sede di "delegazione", poi di circoscrizione; dal 2007 fa parte del Municipio VII "Ponente", che ha sede amministrativa in Voltri, nel palazzo del vecchio municipio.
Il suo centro è ubicato intorno alla foce del torrente Leira, di cui si ricordano diverse esondazioni in occasione di alluvioni come quelle del 7 ottobre 1970 (con 14 vittime) e del 23 settembre 1993. In particolare, le precipitazioni nell'evento del 1970 le precipitazioni superarono i 700 mm di pioggia in una sola giornata. Sono anche note precedenti inondazioni, tra cui quelle del 1833, 1862 e 1873.
L'11 aprile 1991 il naufragio della petroliera Haven causò la perdita di migliaia di tonnellate di petrolio che ancora oggi inquinano il mare antistante Genova. Si stima che una quantità compresa tra 10 000 e 50 000 tonnellate, (soprattutto le componenti più dense del greggio) siano tuttora deposte negli alti fondali tra Genova e Savona.

### Caduti della Resistenza
Lapidi dedicate ai caduti della Resistenza nel centro abitato di Voltri.

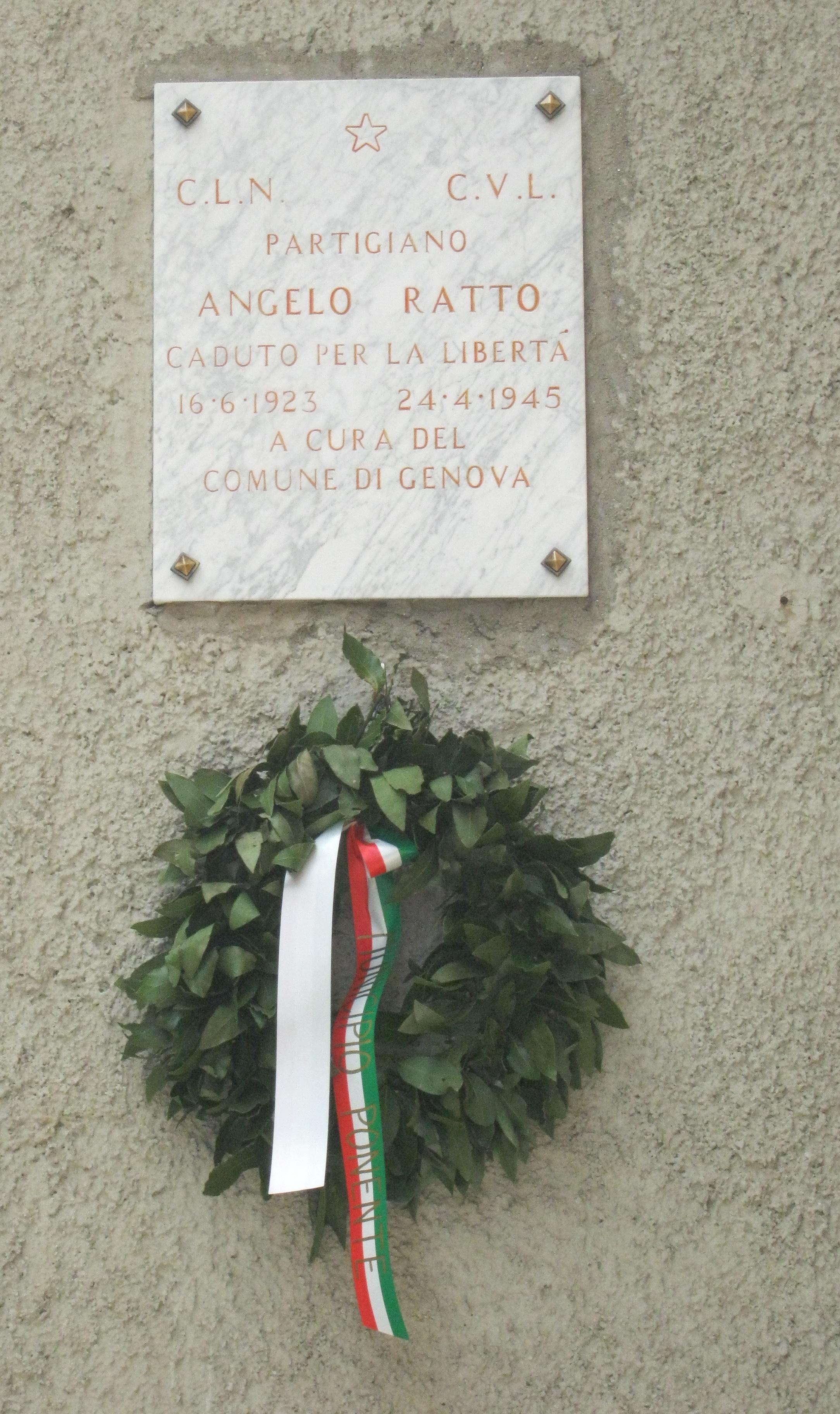
Angelo Ratto, lapide in Via Don Giovanni Verità
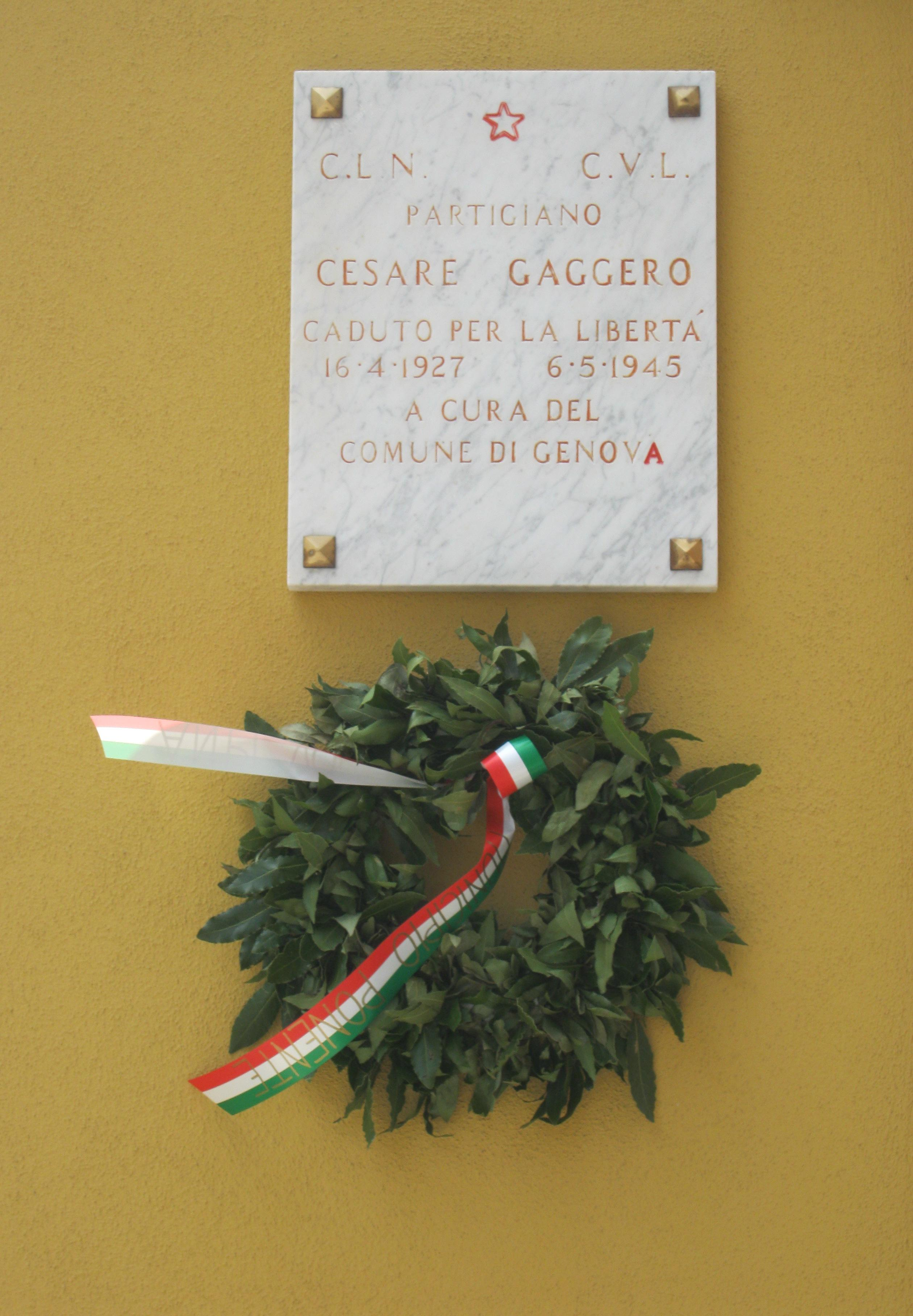
Cesare Gaggero, lapide in Via Camozzini
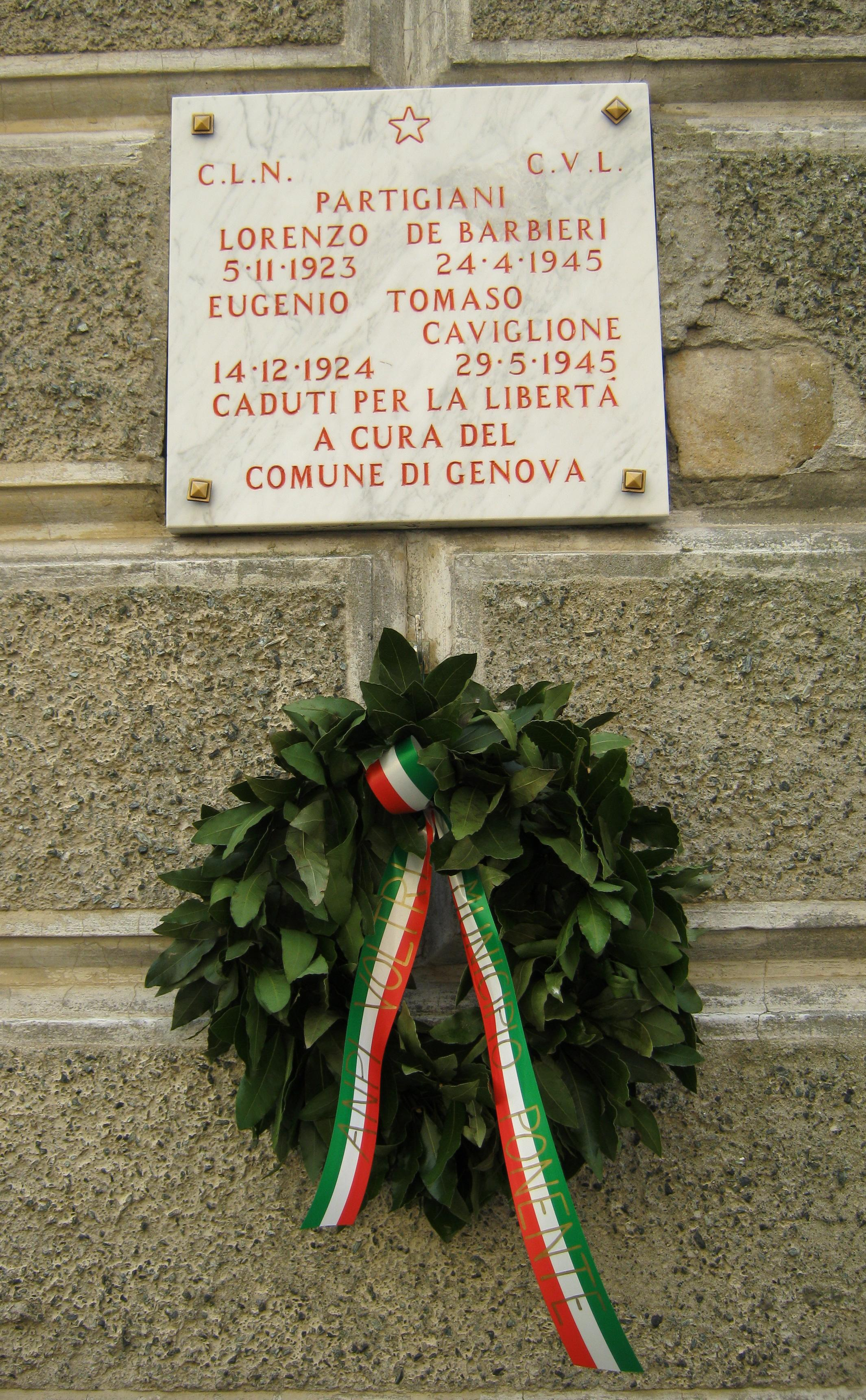
Lorenzo De Barbieri e Eugenio Tomaso Caviglione, lapide in Via Camozzini
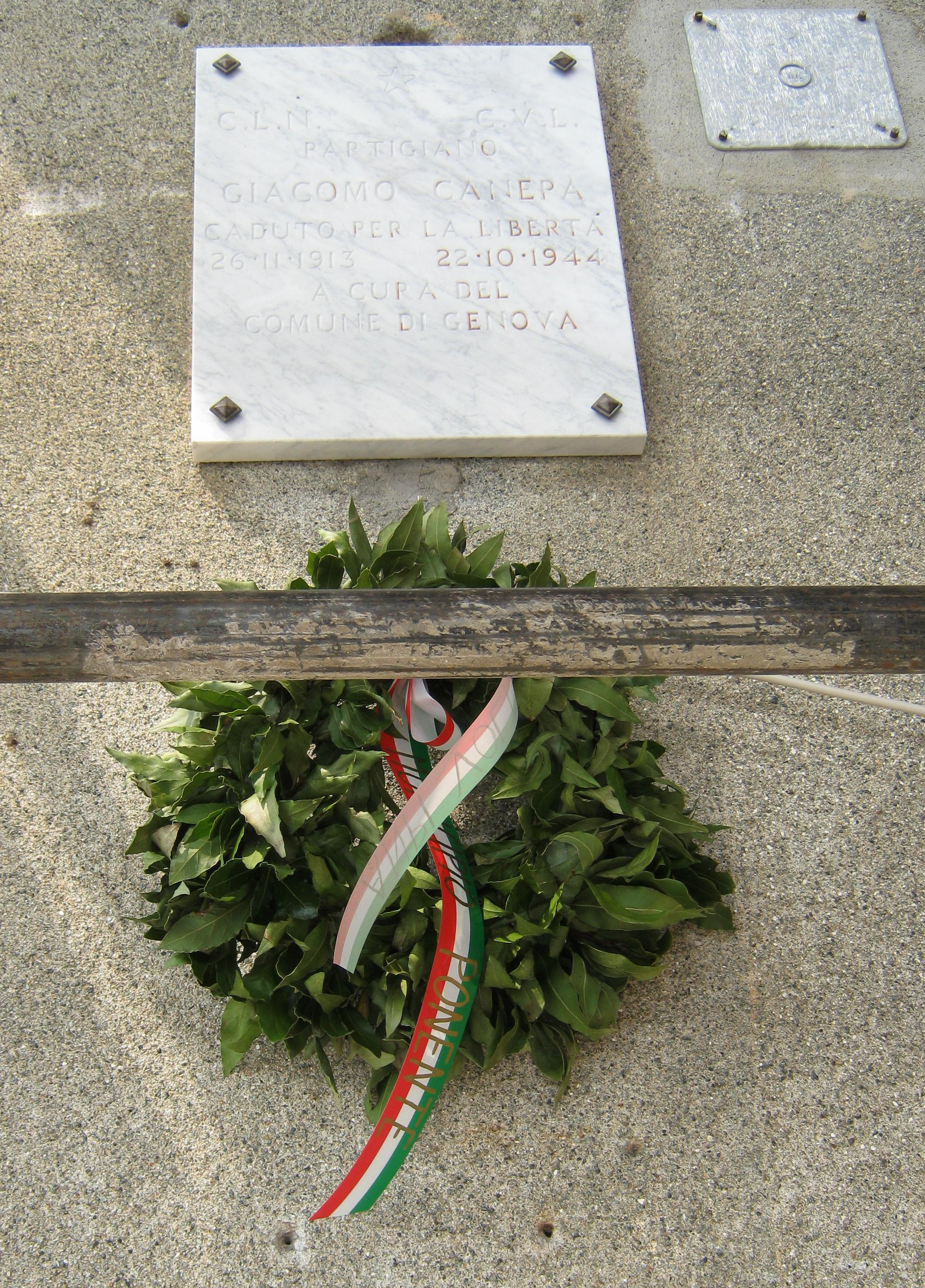
Giacomo Canepa, lapide in Via Camozzini
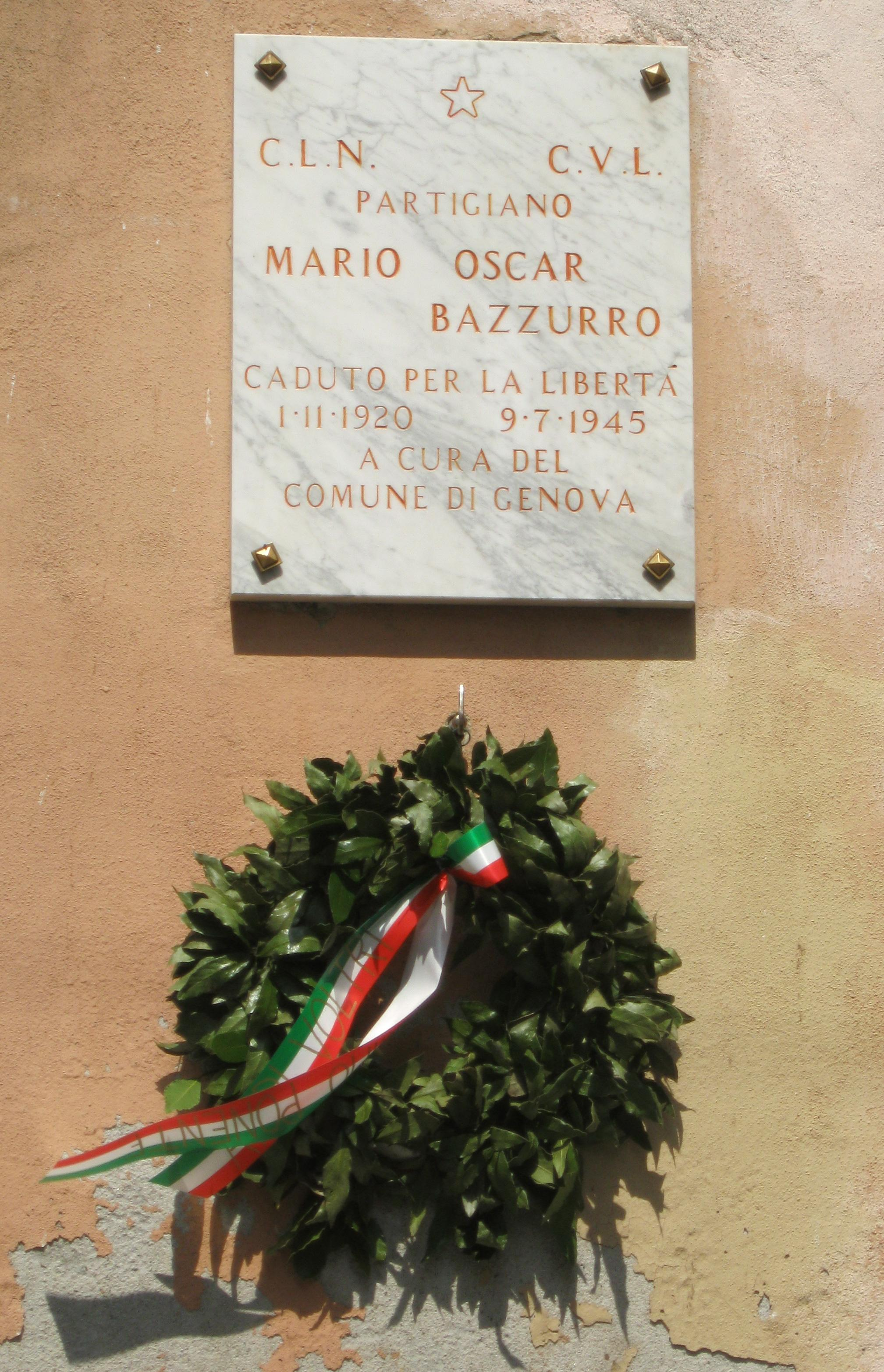
Mario Oscar Bazzurro, lapide in Via Guala
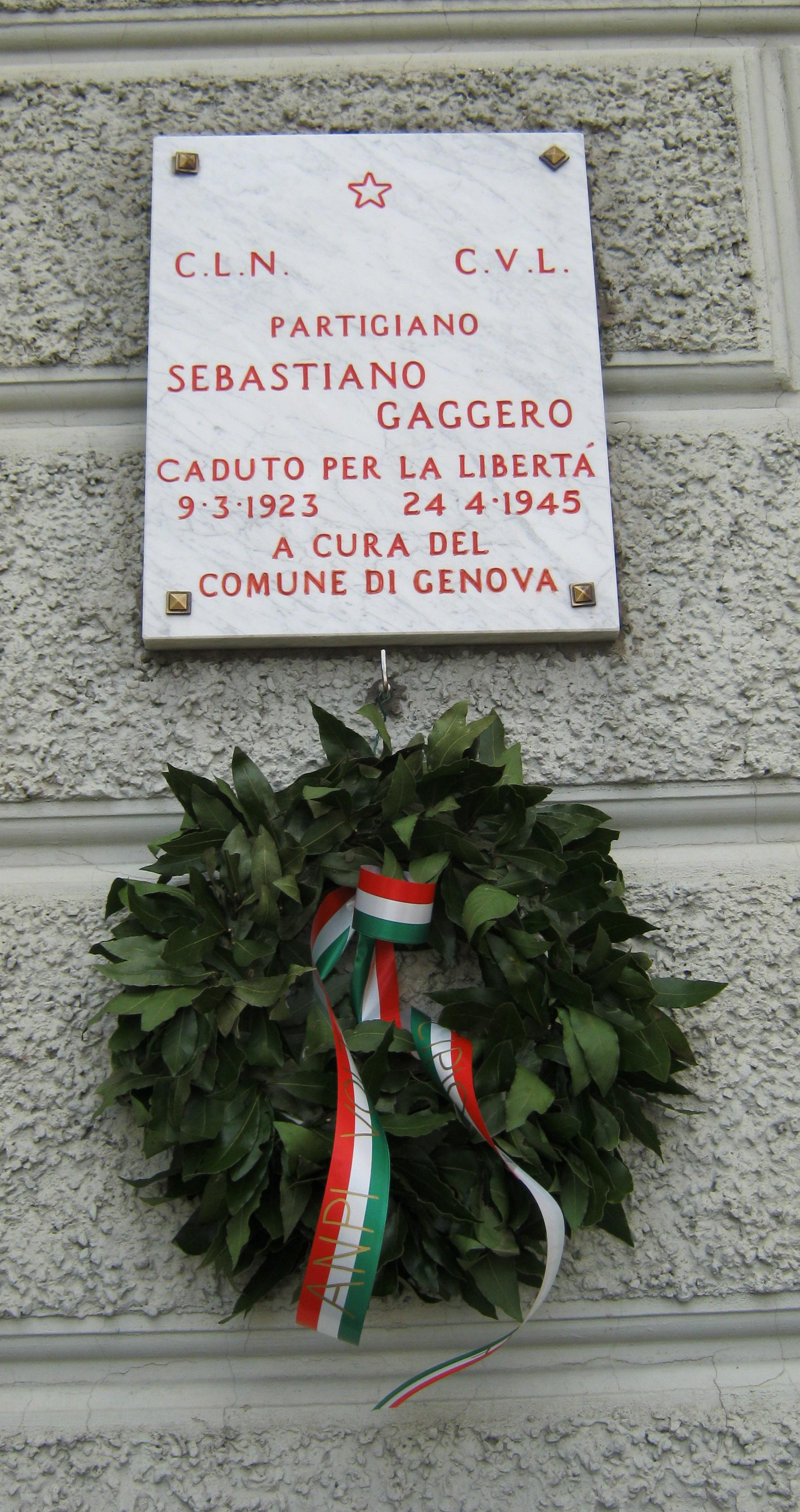
Sebastiano Gaggero, lapide in Piazza Sebastiano Gaggero
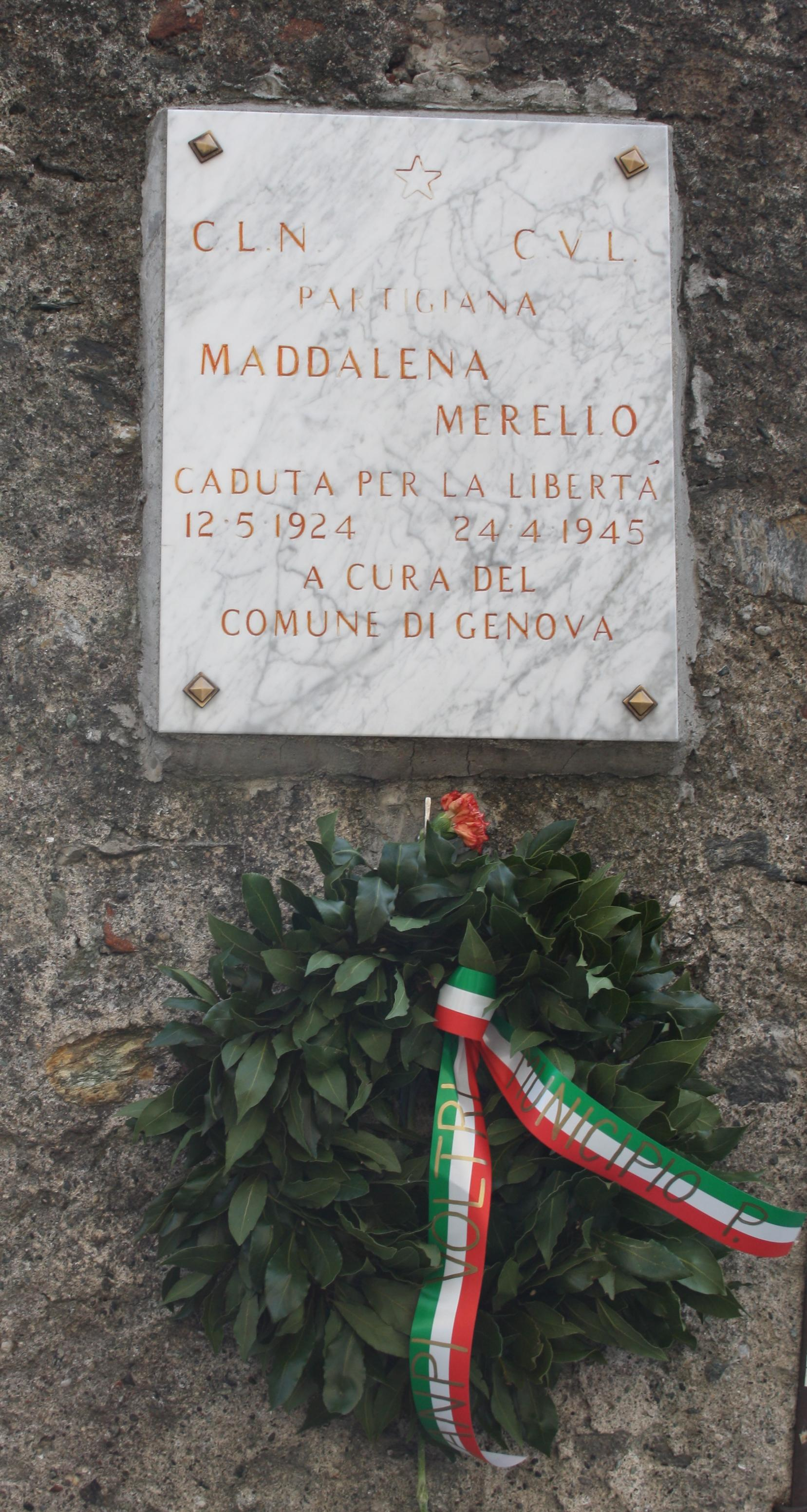
Maddalena Merello, lapide in Via Gaspare Buffa

### Simboli

Stemma di Voltri

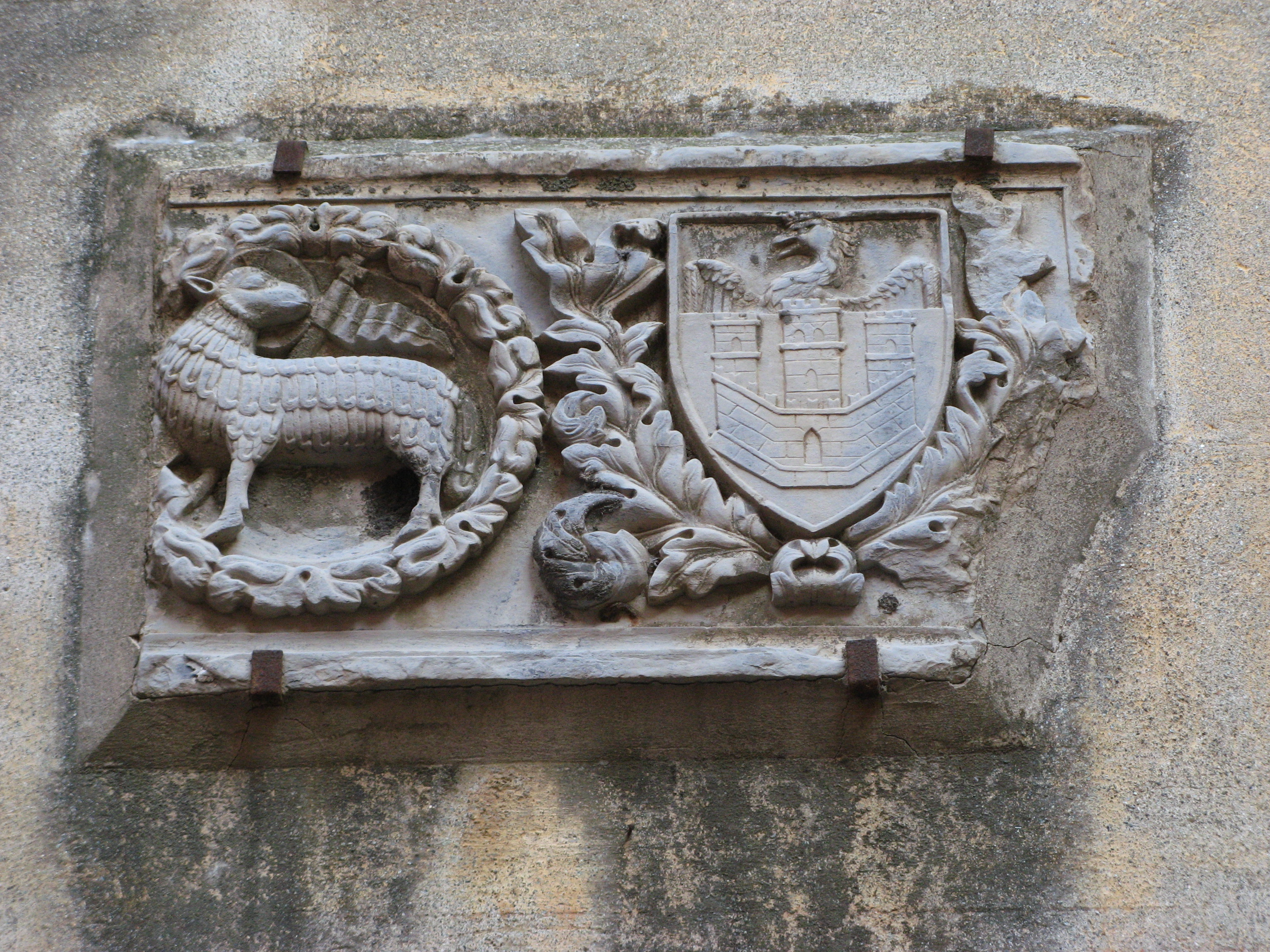
Stemma antico di Voltri

Lo stemma utilizzato da Voltri dalla fine del XIX secolo al 1926 raffigura un leone rampante che simboleggia, con la ruota dentata che regge fra le zampe anteriori, la forza dell'industria della città.
Il mare a punta simboleggia che Voltri sorge nel centro geografico e nel punto più interno del Mar Ligure.
Il capo di Genova, ossia la croce di San Giorgio rossa in campo bianco, indica che la cittadina fu nel Medioevo una delle 3 Podesterie e Capitanato della Repubblica di Genova.
La corona turrita è quella prevista dall'araldica per i comuni superiori a 3 000 abitanti: un cerchio di muro d'oro aperto in quattro porte sormontato da otto merli uniti da un muretto d'argento.
Questo stemma fu adottato dal comune nel 1892, confermato dopo la sua proclamazione a città nel 1903 e derivato da quello del 1888 raffigurante semplicemente in basso un'onda a punta ed in alto una ruota dentata.

Diverso invece il più antico stemma ora presente sulla porta occidentale dove sono raffigurate, a destra dell'Agnello Pasquale, le mura sovrastate da 3 torri e da un avvoltoio. Tale lastra di ardesia fu lì collocata dopo essere stata rinvenuta in un terreno all'inizio di via dei Giovi. Potrebbe però trattarsi dello stemma dei Giustiniani. 

## Monumenti e luoghi d'interesse

### Architetture religiose

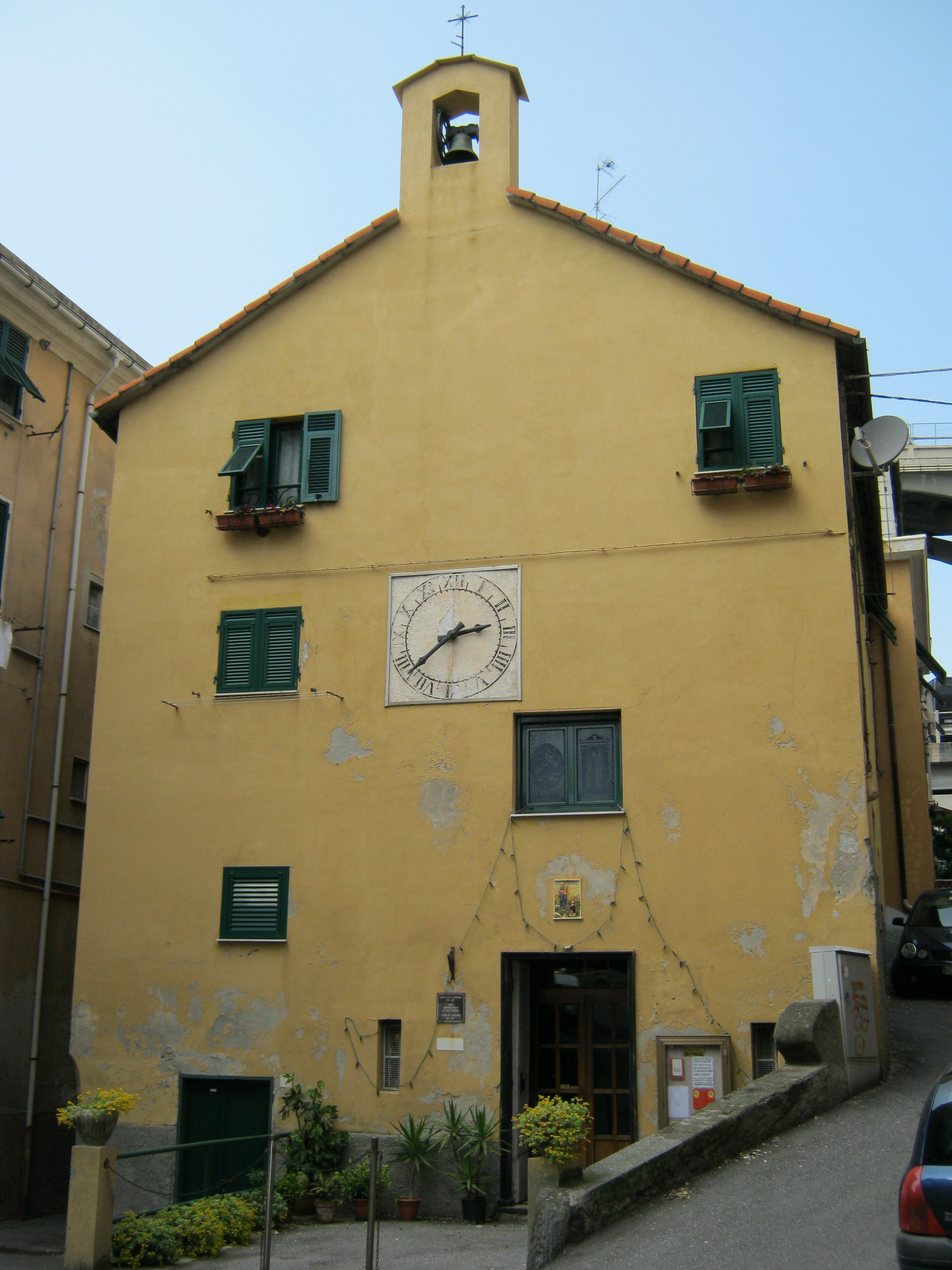
La chiesa di s. Limbania.

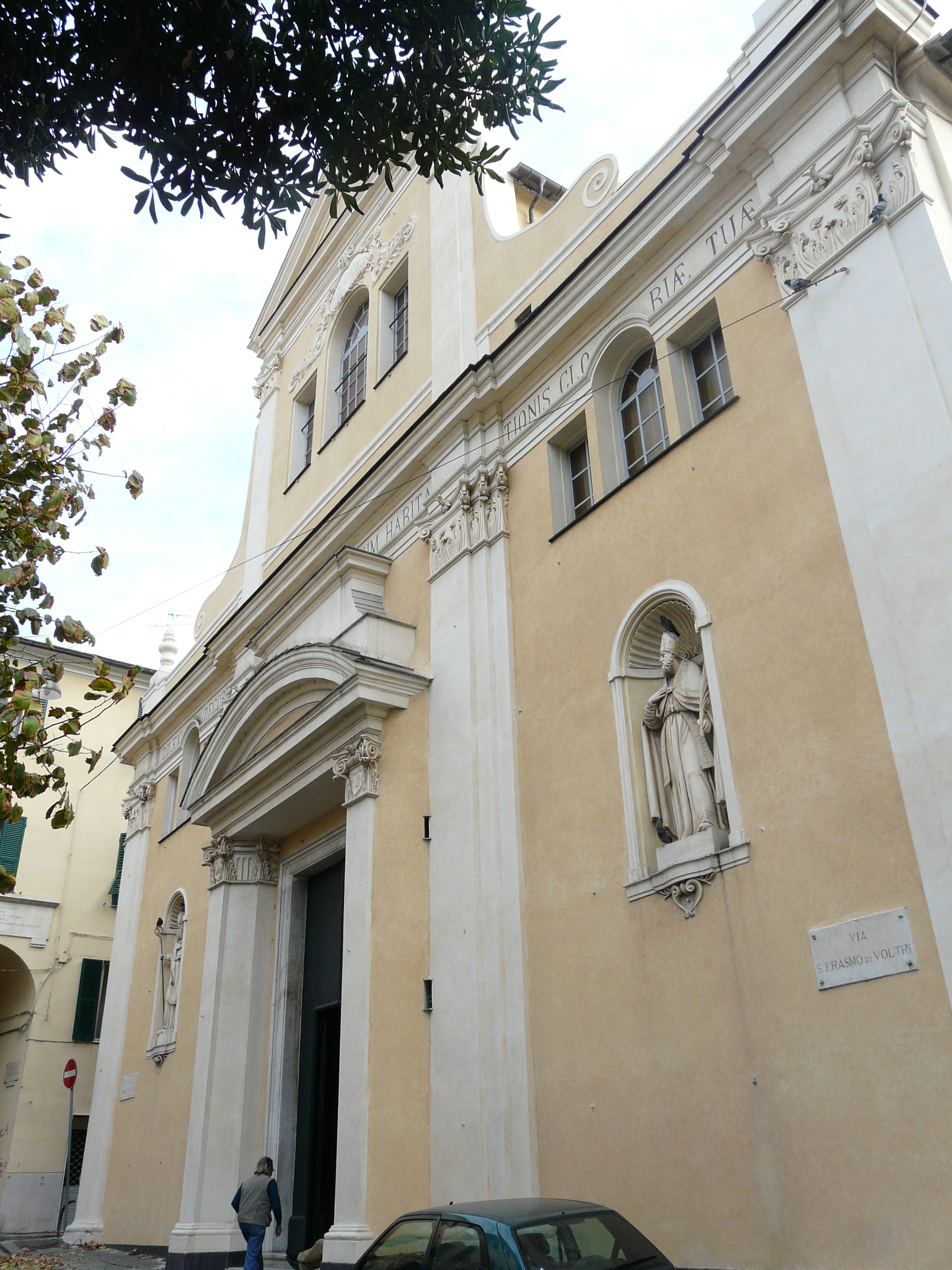
La chiesa parrocchiale dei Santi Nicolò ed Erasmo.

- Santuario della Madonna delle Grazie - (IV secolo), noto anche come "San Nicolò"
- Santuario di Nostra Signora dell'Acquasanta in località Acquasanta - (XVII secolo)
- Chiesa e convento di Nostra Signora degli Angeli
- Chiesa di Sant'Ambrogio
- Chiesa dei Santi Nicolò ed Erasmo XVII secolo, più nota come chiesa di S. Erasmo, sorta sul luogo di un oratorio del XIII secolo degli Ospitalieri di Pre intitolato a San Giovanni.
- Chiesa di Sant'Anna (già intitolata alla Madonna del Carmine e Santa Teresa) con l'annesso convento carmelitano ora sede della scuola media statale.
- Chiesa di Santa Limbania - (XIII secolo) - nell'omonima piazzetta di Borgo Cerusa è sede della Confraternita N.S. del Rosario, detta "dei Turchini" per il colore delle cappe. Sotto l'altare il "foro" dove si introduce la testa per baciare le reliquie della santa e per ottenere protezione.
- Chiesa di Sant'Eugenio in Crevari nell'omonima località.
- Oratorio di Sant'Eugenio in Crevari nell'omonima località.
- Oratorio di Sant'Erasmo.
- Oratorio "Morte e Orazione", risalente al Seicento,[12] riaperto nel 2010 dopo lavori di restauro.[13]
- Chiesa di San Pietro alla Vesima - (XII secolo) - già convento di monache cistercensi.
- Convento e Chiesa di San Francesco, ora chiuso.

### Architetture civili

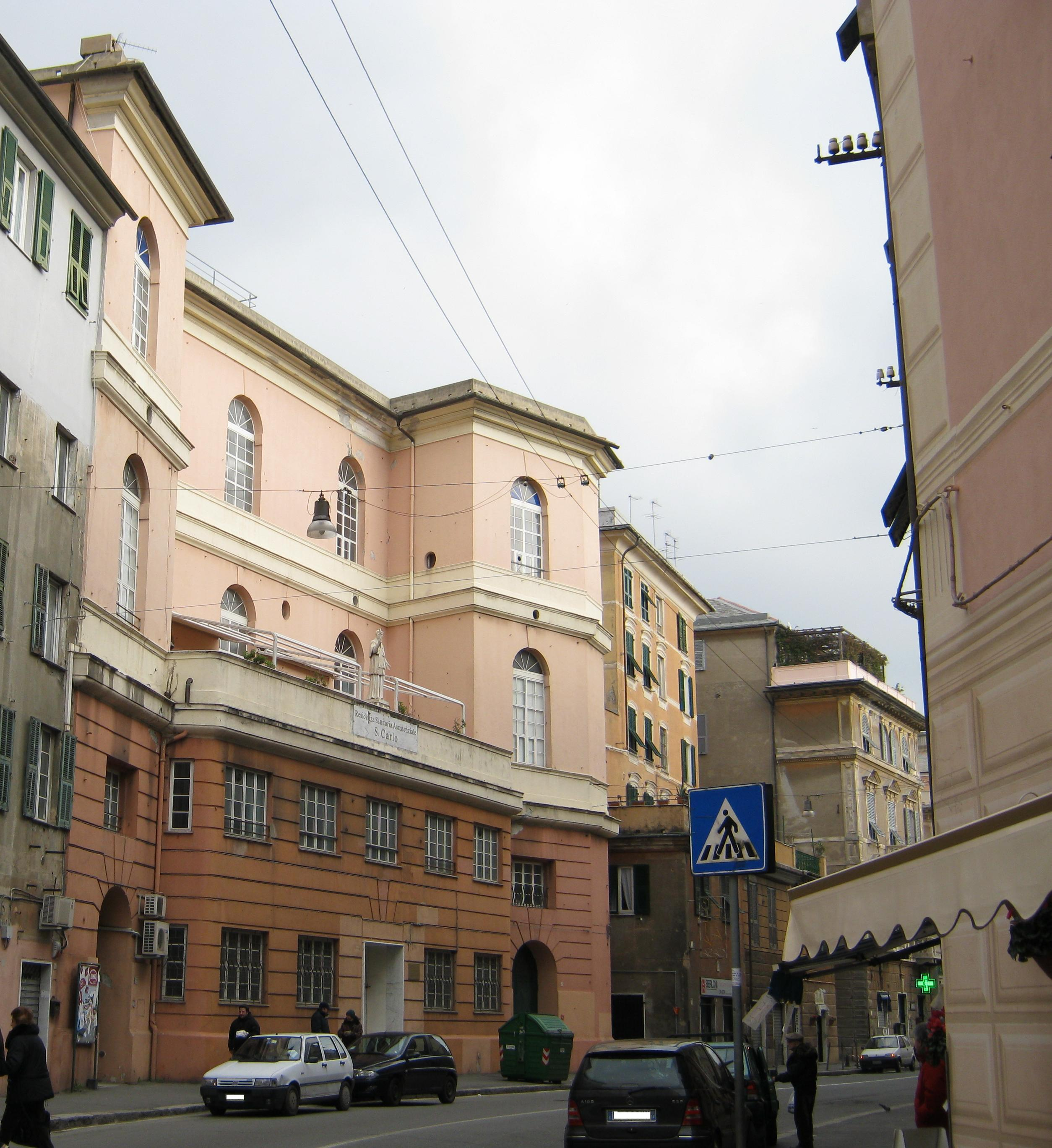
Il vecchio ospedale ("san Carlo") di Voltri, poi "Residenza sanitaria assistenziale" e attualmente Distretto sanitario.

- Villa Brignole Sale Duchessa di Galliera - (XVII secolo) - Costituita sui colli di Castellara, Givi, Belvedere e San Nicolò ha un parco di 32 ettari aperto al pubblico.
- Villa Lomellini Mameli del XVIII secolo di cui resta solo il palazzo, purtroppo con le facciate esterne ormai prive di decorazioni. Attualmente adibita ad abitazioni private è parzialmente visitabile in giorni predefiniti. Si conservano le decorazioni pittoriche interne di Giuseppe Canepa.

### Monumento ai caduti

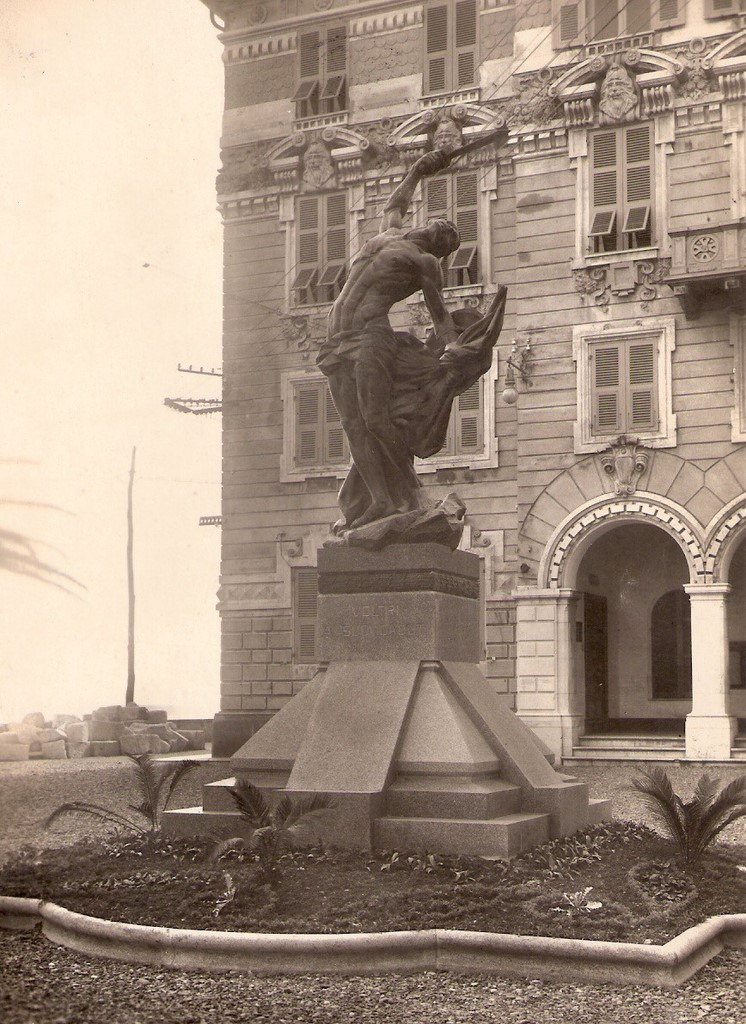
Monumento originale opera dello scultore Prof. Vittorio Lavezzari

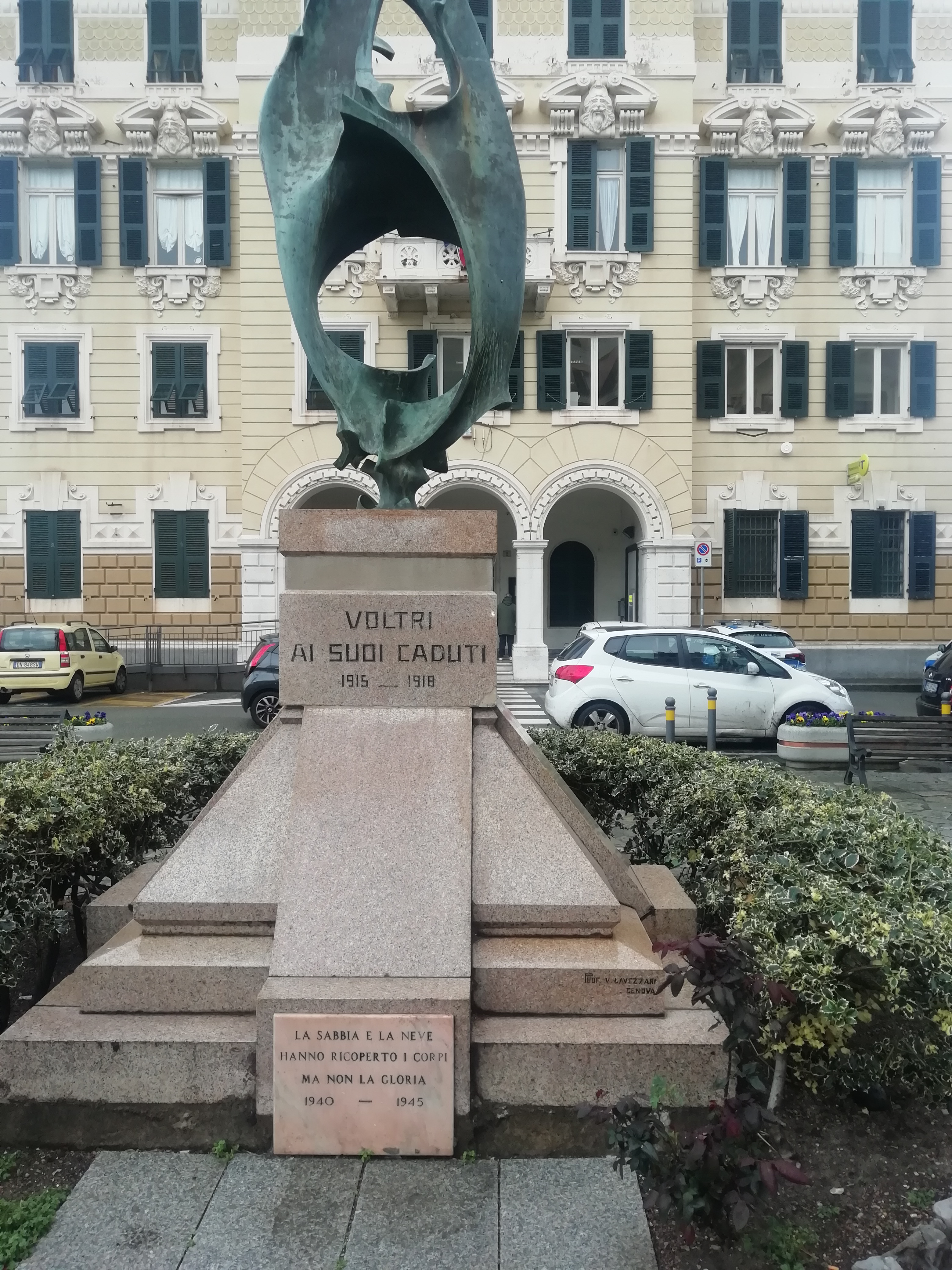
Monumento attuale

Il monumento originale, inaugurato nel 1925 e distrutto all'inizio della seconda guerra mondiale per ricavare materiale da destinare ad armamenti (bronzo alla patria) fu realizzato dallo scultore Prof. Vittorio Lavezzari (1864-1938).
L'attuale configurazione del monumento è composta dal basamento originale e dall'opera astratta dell'artista contemporaneo Chimeri: la firma sulla base del piedistallo del Prof. Vittorio Lavezzari non deve quindi indurre in errore sulla paternità dell'opera nel suo complesso.

## Cultura
Voltri ospita la biblioteca civica Benzi, che dispone di oltre 27 000 volumi, tra cui 275 appartenuti a Rosanna Benzi.
Vi sono poi il Teatro del Ponente e il Teatro Villa Duchessa di Galliera, affidati alla Fondazione Luzzati - Teatro della Tosse.

### Eventi
La domenica più vicina al 4 novembre si festeggia San Carlo Borromeo, patrono della città dal 1649.

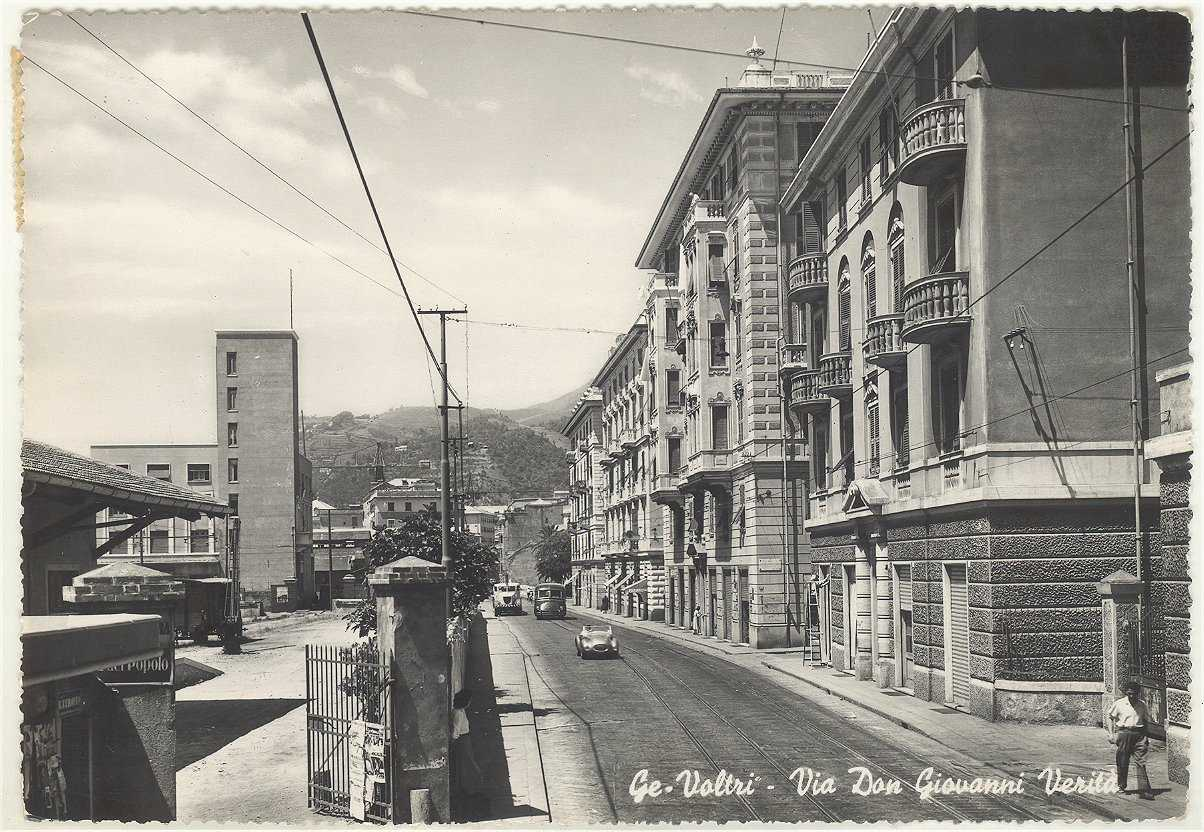
Immagine degli anni '50 di Genova Voltri.

### Cucina

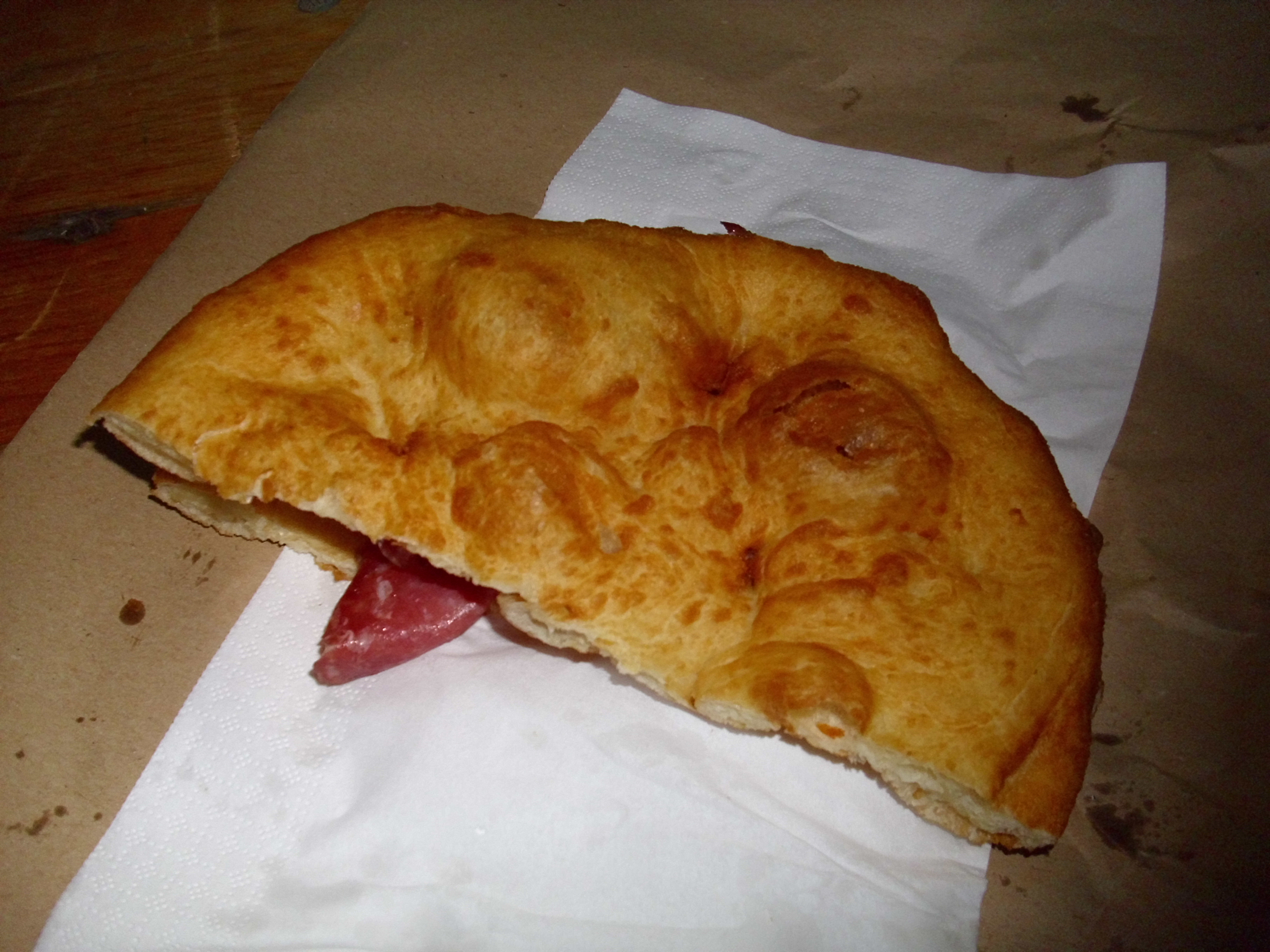
Focaccetta di Crevari farcita al salame.

I piatti sono quelli tipici genovesi. È considerata però particolarmente gustosa la versione voltrese della "focaccia della mattina" preparata con o senza cipolle.
Rispetto alla versione genovese standard ne esiste anche una variante più sottile e croccante perché preparata con un impasto più fluido e in alcuni panifici è cotta direttamente sul fondo del forno, sovente con l'aggiunta di farina di polenta.
Sono tipiche della zona le "focaccette" di Crevari, piccole focacce a base di farina e patate cucinate tramite friggitura e successivamente farcite, realizzate anche in occasione di sagre e feste popolari, come la tradizionale manifestazione musicale Crevari invade, che si svolge nella frazione fin dal 1992.

## Geografia antropica

### Frazioni e quartieri
- Crevari e Mulino di Crevari
- Soria
- Vesima
- Campenave

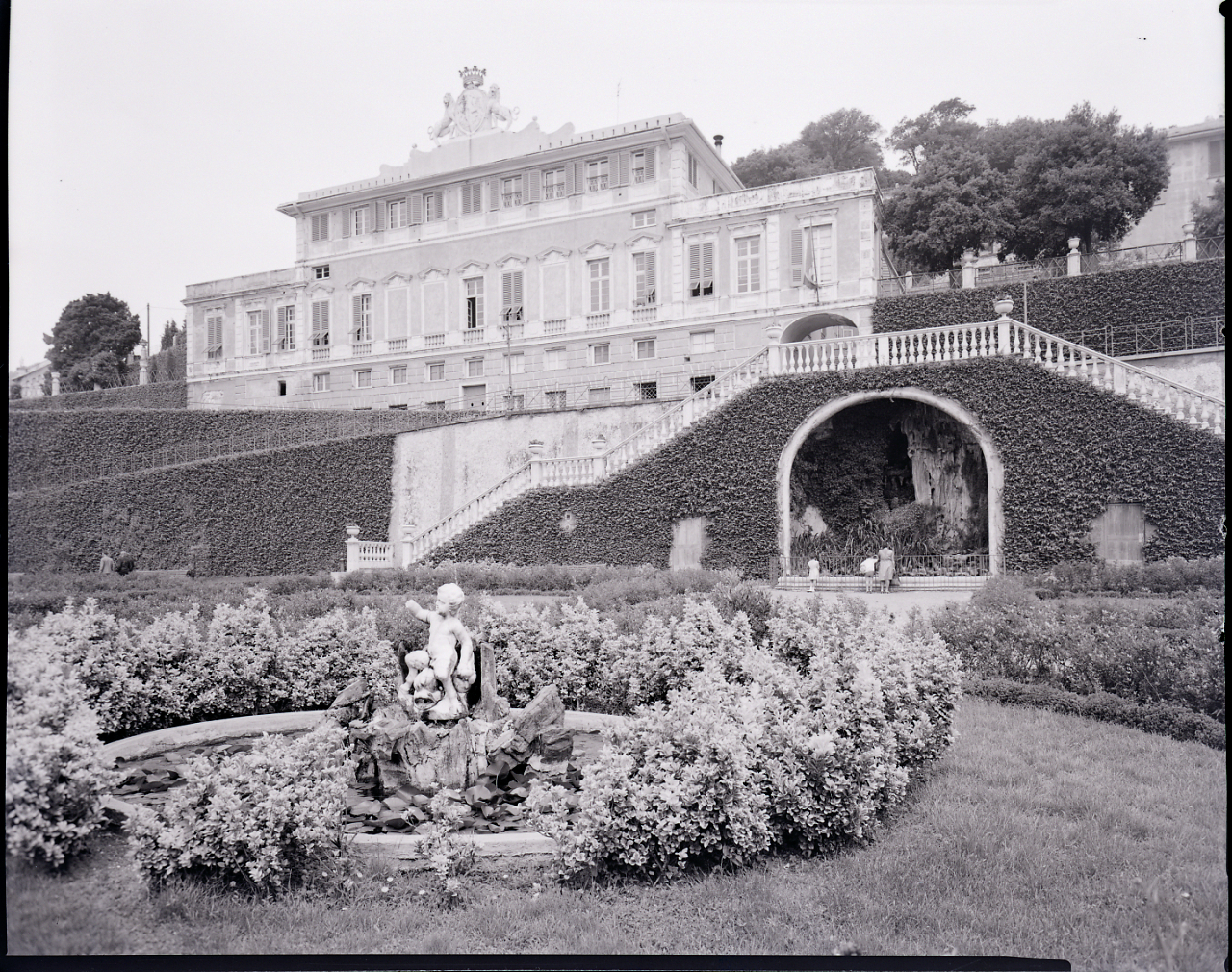
Villa Brignole Sale Duchessa di Galliera del XVII secolo. Foto di Paolo Monti 1964

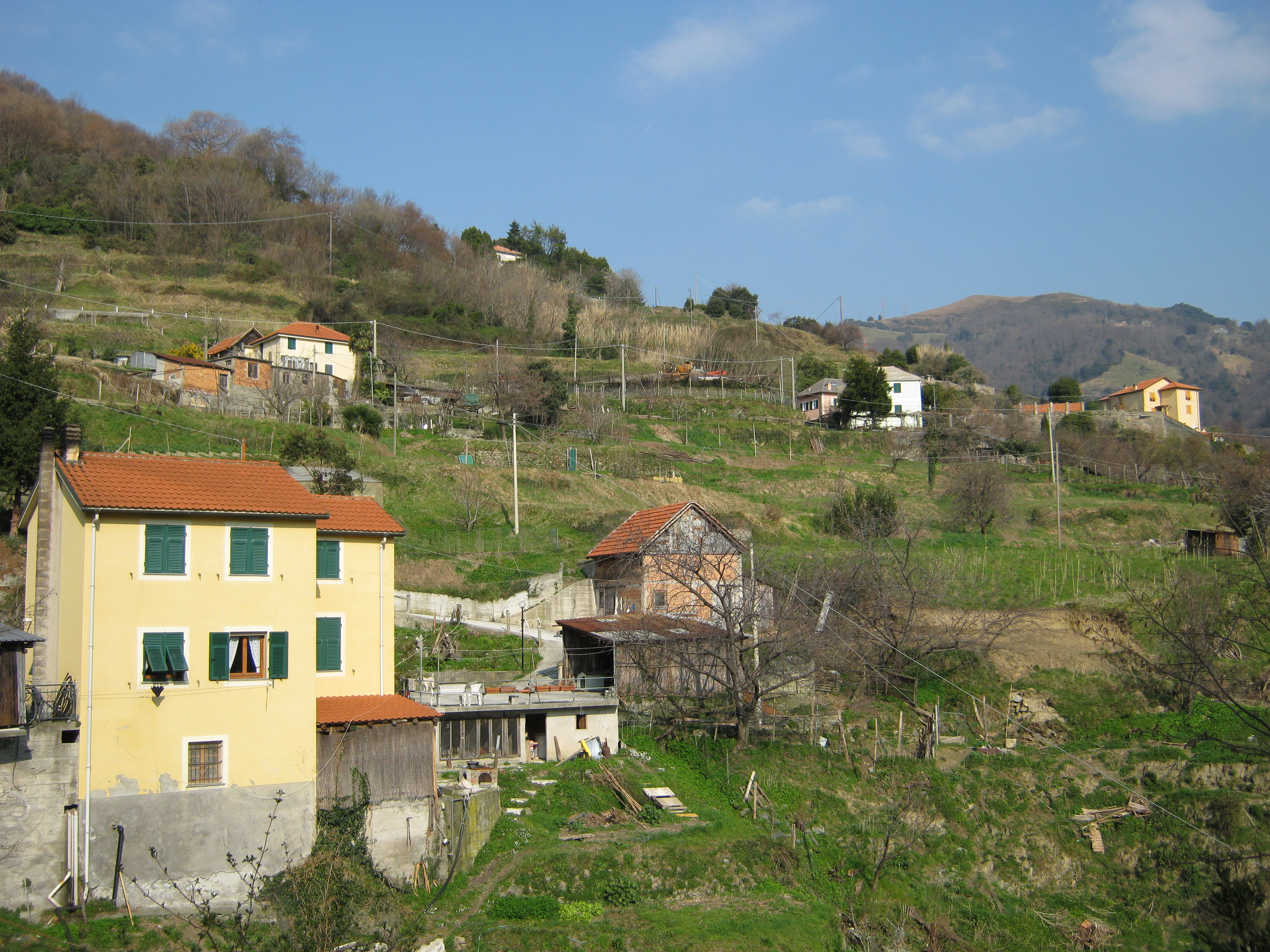
Case sparse in frazione di Chiale

- Fiorino - sede di inizio dell'attività della società siderurgica Carlo Tassara
- Sambugo (detto anche Sambuco)
- Fabbriche - borgo sviluppatosi nella Val Cerusa attorno al complesso creato nel XVII secolo da Bartolomeo, Giuseppe e Guglielmo Dongo, allora composto da iutifici, filande e cartiere
- Bruxinetti (noto anche come "Case Brusinetti")
- Chiale, Centurione, Perogrosso
- Carnoli
- Acquasanta
- Quartiere Gatega (detto anche "Sant'Ambrogio"; si trova anche la dizione Gattega)
- Quartiere Sant'Erasmo
- Quartiere Cerusa
- Quartiere Voltri 2
- Camilli

## Infrastrutture e trasporti

### Strade

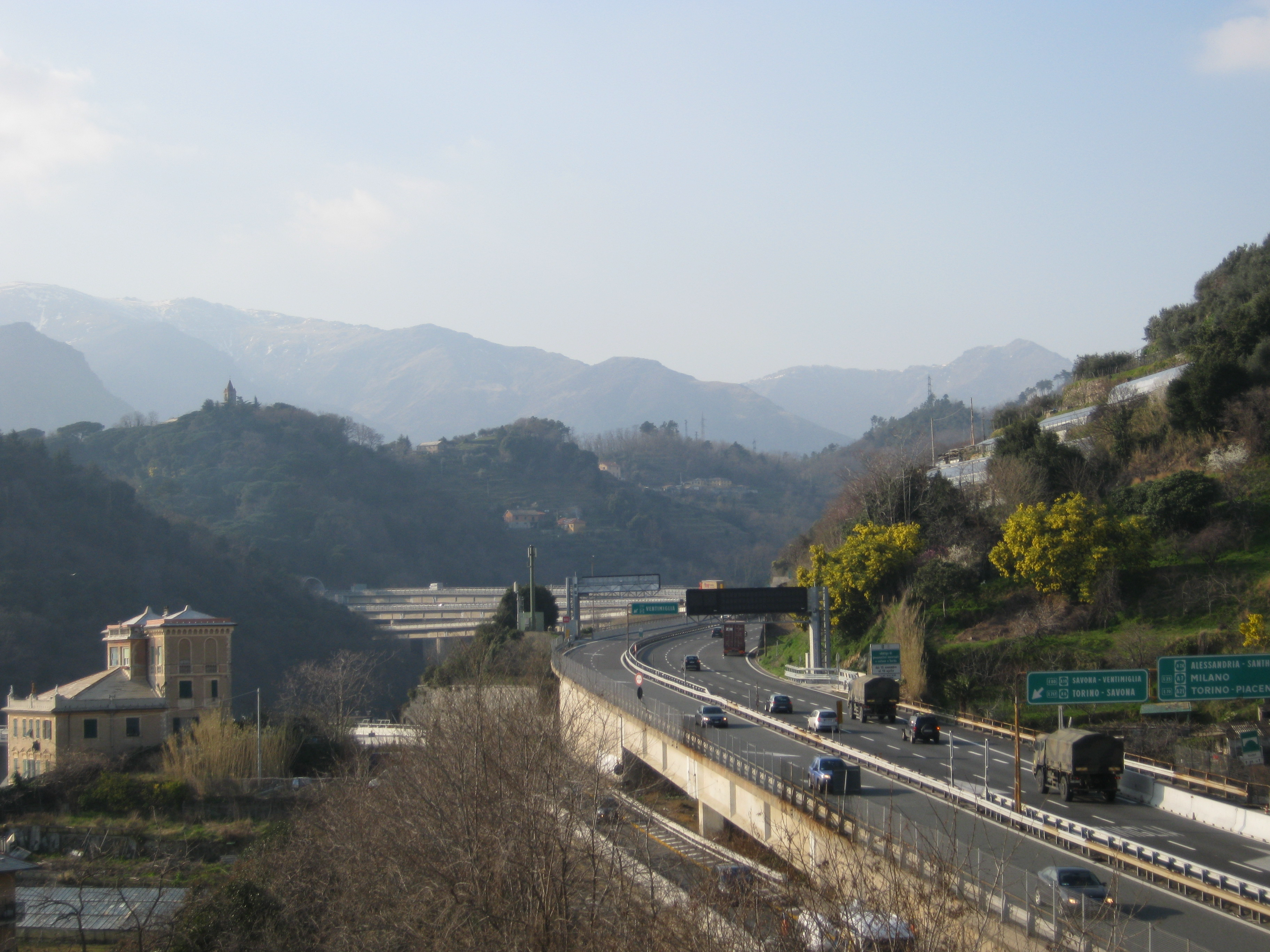
Inizio della A26 a Voltri: raccordo con A10 da e per Genova. Nella foto si vedono anche: il Villino Gaggero, a sinistra in basso; il santuario di san Nicolò, a sinistra in alto; il monte Dente, a destra

Voltri è attraversata dalla strada statale 1 Via Aurelia da cui si dirama la strada statale 456 del Turchino del Passo del Turchino che la collega con Ovada e il Piemonte.
Anticamente da qui partiva una delle vie del sale, la Cannellona che dal XIII secolo la collegava con Masone e la Valle Stura.

### Ferrovie
È attraversata dalla linea ferroviaria Genova – Ventimiglia ed è servita da una stazione adibita anche a capolinea del traffico ferroviario metropolitano e di alcuni autobus urbani e suburbani.
Inoltre nella frazione dell'Acquasanta esiste un'altra stazione, posta sulla linea Asti – Genova.

### Porto
A partire dagli anni ottanta il panorama costiero verso levante fu radicalmente mutato con la costruzione del porto commerciale, denominato fino a settembre 2014 porto di Voltri e successivamente bacino portuale di Pra', che ospita il PSA Genova Pra' (già Voltri Terminal Europa VTE e PSA Voltri Pra') dedicato al traffico di container.

### La passeggiata

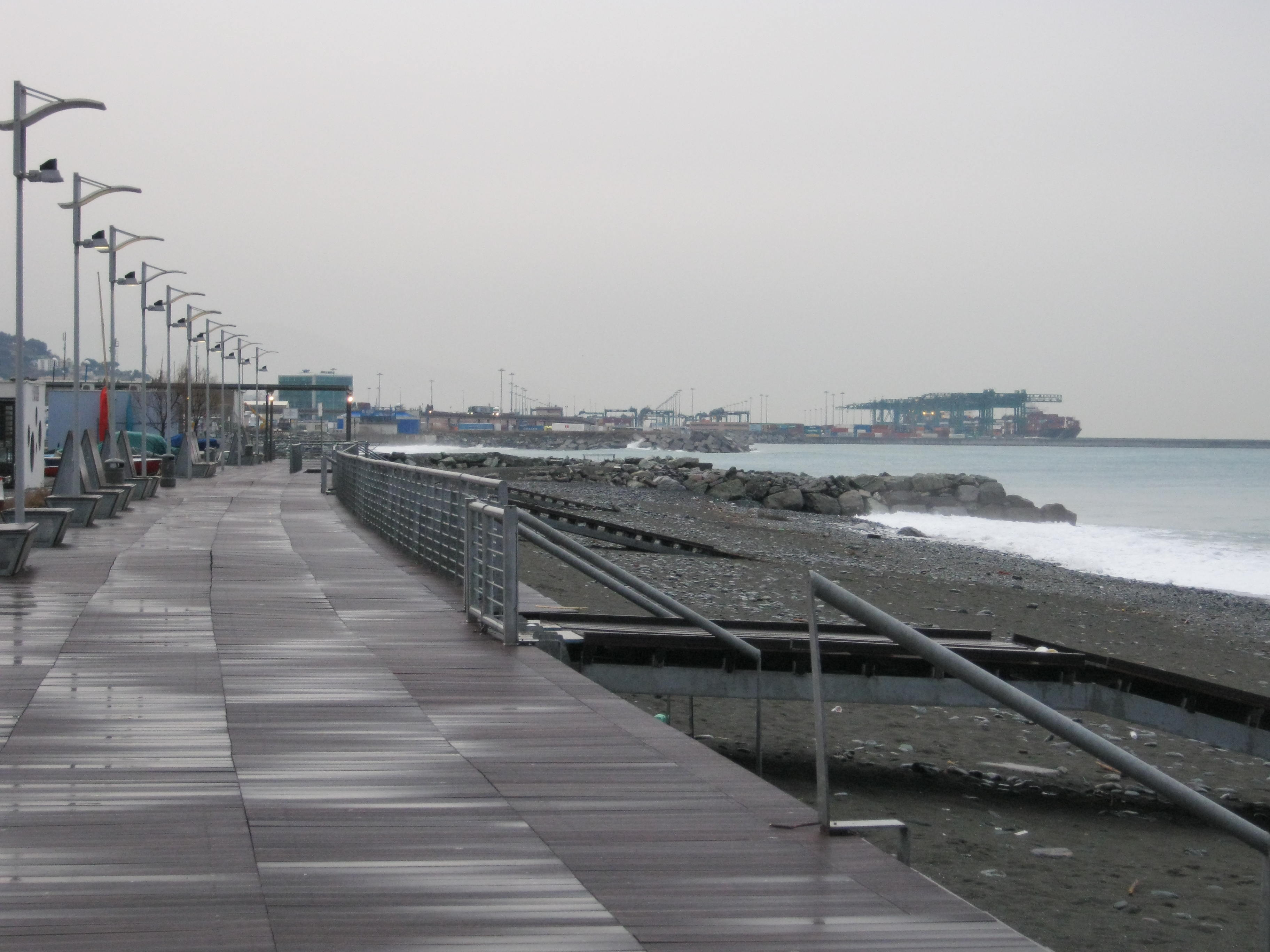
Passeggiata di Voltri, vista verso Levante. Sullo sfondo, il PSA Genova Pra' (già Voltri Terminal Europa).

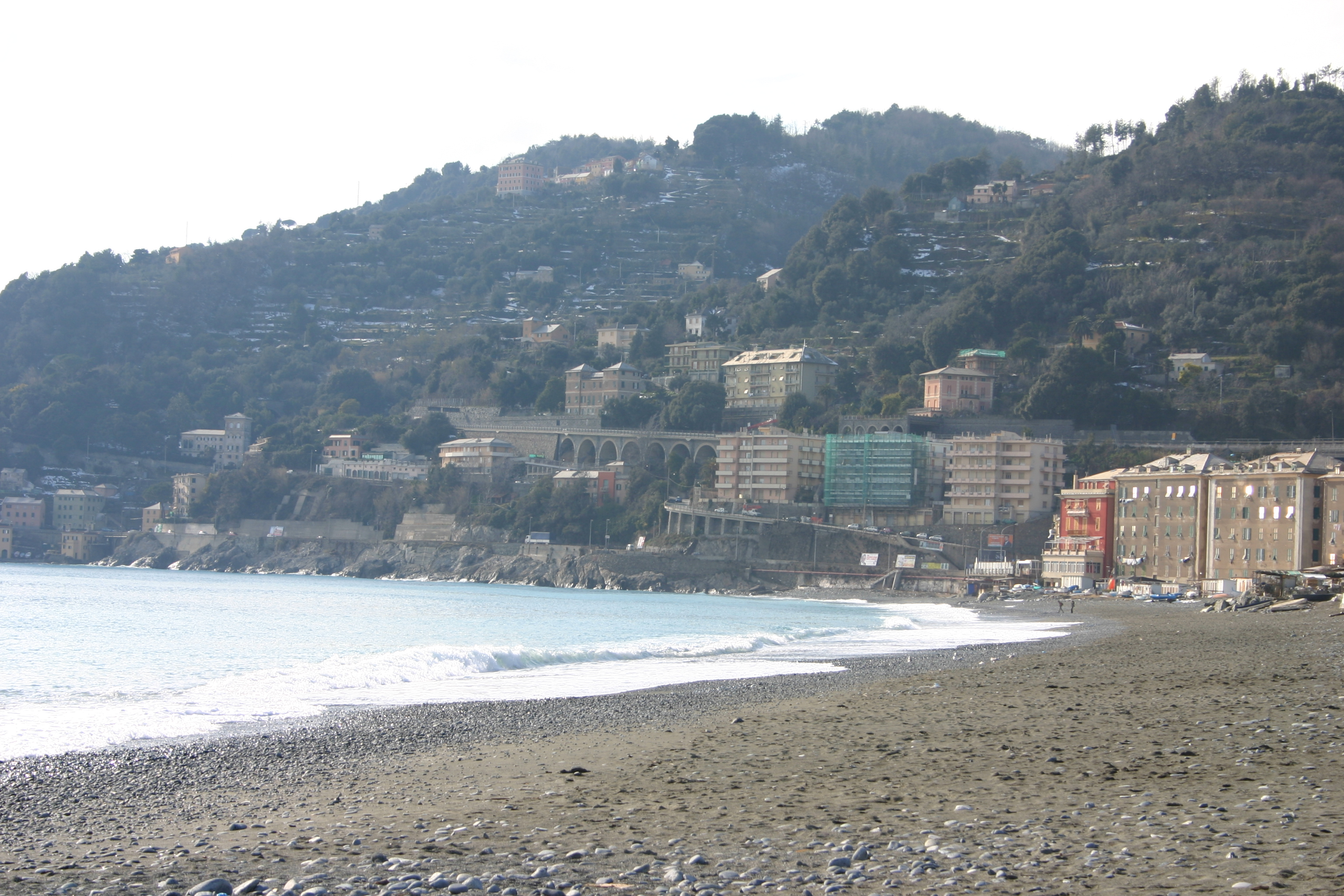
La spiaggia verso Ponente nel 2005, prima della realizzazione della passeggiata a mare.

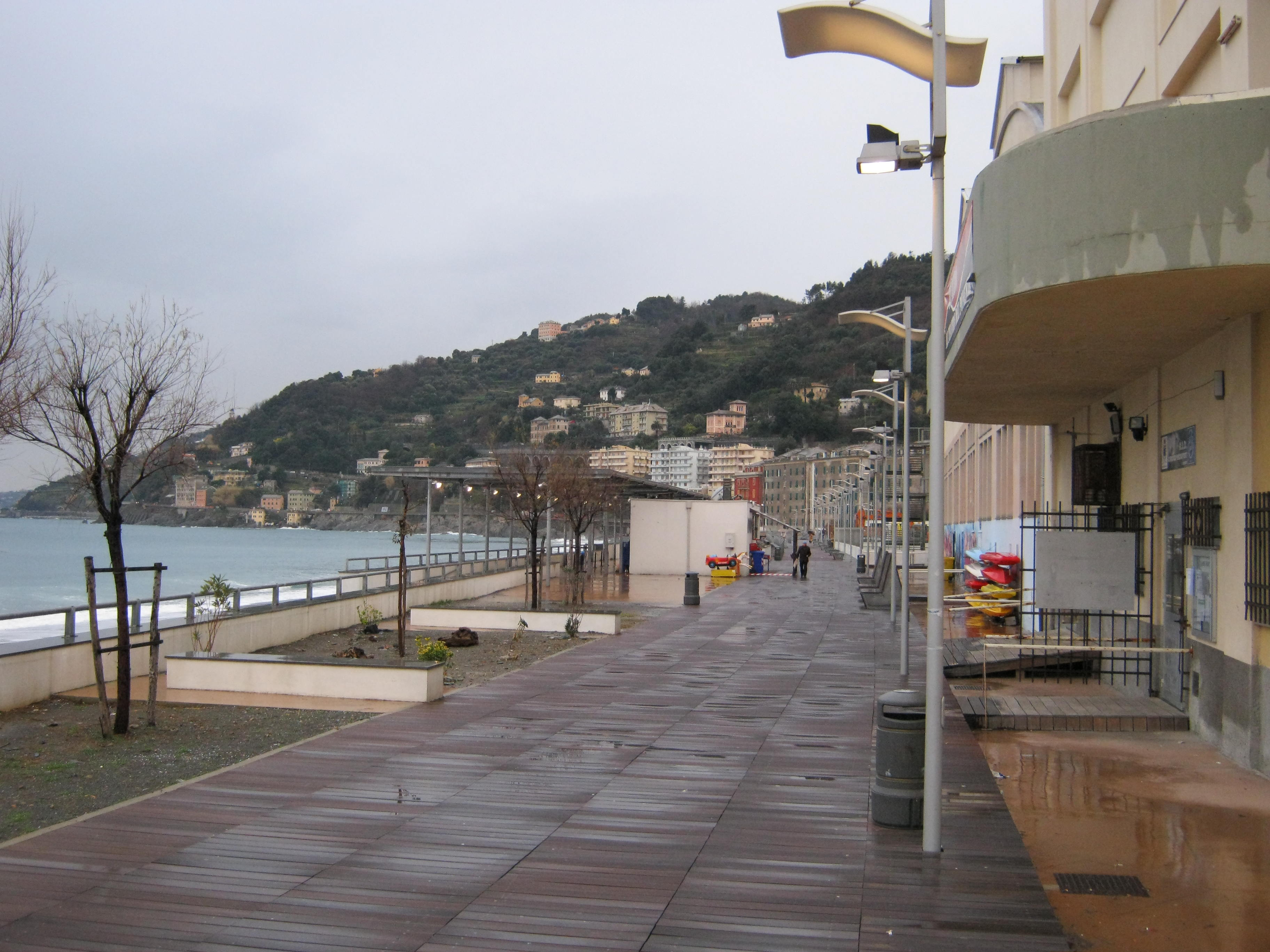
Passeggiata di Voltri, vista verso Ponente. L'edificio in primo piano, sulla destra, ospita la biblioteca civica Benzi.

Il 14 settembre 2008 è stata inaugurata la nuova passeggiata a mare tra il torrente Leira e il torrente Cerusa. A cavallo tra la sera del 29/10/2018 e il 30/10/2018 una mareggiata di eccezionale intensità danneggia la passeggiata in modo grave.
La passeggiata viene inizialmente chiusa al pubblico nella sua interezza per motivi di sicurezza poi viene riaperta fatta eccezione per il tratto tra la biblioteca Benzi e il liceo scientifico Lanfranconi. A inizio giugno del 2019, dopo un'opera di ripascimento con circa 4 500 metri cubi di materiale proveniente dalla foce del rio San Pietro, la passeggiata, ritorna in gran parte fruibile. Rimangono invece in sospeso e quindi chiuse le parti gravemente danneggiate e il tratto di spiaggia antistante il bar della passeggiata ove lo spesso muro in cemento armato, a causa dell'impatto delle forti onde della mareggiata, ha ceduto nelle fondamenta, inclinandosi.

## Sport
A Voltri la società calcistica più importante è la Voltrese Vultur, nata dalla fusione di due storiche compagini voltresi nel 1956. Attualmente milita nel campionato di Eccellenza. I colori sociali sono il giallo e il blu; il campo da gioco è il "San Carlo" di Voltri, che recentemente ha rinnovato il proprio manto da gioco, passando dalla terra al sintetico.
Attiva nella delegazione voltrese è stata anche la Società Sportiva Nicola Mameli, club fondato nel 1904 in omaggio al sindaco e deputato voltrese, fratello del ben più noto Goffredo Mameli, come squadra di ginnastica, tamburello e nuoto. Si allargò in seguito con podismo e atletica pesante. Nel 1913 nell'ambito della società il già affermato e scudettato Davide Baiardo (ginnasta, saltatore in lungo, nuotatore e pallanuotista) decise di fondare una squadra di pallanuoto.
La stessa cessa di esistere, causa problemi economici, nel 2013.
Altre associazioni sportive degne di nota sono: il Circolo Nautico Ugo Costaguta, sodalizio fondato nel 1898 presso il cantiere navale di Ugo Costaguta, che sorgeva sull'arenile di Voltri a breve distanza dell'attuale sede del circolo; il Circolo Voltri '87 presente nel panorama dei dilettanti con la squadra appartenente al campionato FIGC di seconda categoria; la squadra AICS New Reds Ponente Voltri 87; la Società Bocciofila Voltrese; il circolo di windsurf Tramontana; la Canottieri Voltri. Altra associazione storica nota, nata nel primo Novecento, è la Società Nazionale di Salvamento Voltri.